# Jeļena Ostapenko
Jeļena Ostapenko, née le 8 juin 1997 à Riga, est une joueuse de tennis lettone, professionnelle depuis 2012. Dans son entourage et dans son pays, elle est également appelée Aļona Ostapenko.
Alors qu'elle avait atteint trois finales en simple sur le circuit WTA sans en gagner une seule, elle a remporté le tournoi de Roland-Garros en 2017, en battant Simona Halep en finale. Cette performance fait d'elle la seule joueuse lettone à avoir remporté un tournoi du Grand Chelem, ainsi que la première non-tête de série à remporter Roland-Garros depuis Margaret Scriven en 1933. Elle a ensuite gagné sept autres titres WTA en simple et neuf en double. Son palmarès inclut par ailleurs quinze titres ITF, sept en simple et huit en double.

## Biographie
Jeļena Ostapenko est née le 8 juin 1997 à Riga. Sa famille utilise en fait le prénom Aļona, mais ce prénom n'a pas été officiellement enregistré à la suite d'une interprétation de la loi lettone sur les prénoms autorisés. C'est généralement sous ce prénom qu'elle est connue en Lettonie, bien qu'elle-même utilise son prénom officiel pour sa carrière internationale.
De parents de nationalité ukrainienne et russe, elle a grandi en Lettonie, dont elle a la citoyenneté et qu'elle représente en Fed Cup. Elle est la fille de Jevgenijs Ostapenko, joueur de football qui a notamment évolué en deuxième division ukrainienne dans le club de Zaporijjia, et de Jeļena Jakovļeva. Elle a un demi-frère, Maksim Ostapenko.
Elle apprend à jouer au tennis à l'âge de cinq ans grâce à sa mère qui sera son premier entraîneur tandis que son père deviendra son préparateur physique.
Au même âge, elle est initiée à la danse de salon qu'elle pratique à un très haut niveau pendant sept ans. Elle se met sérieusement au tennis à partir de 15 ans après avoir remporté les Internationaux des Petits As 2011 contre Belinda Bencic, tournoi des 14 ans et moins. Deux ans plus tard, elle doit choisir entre la danse et le tennis. Elle suit finalement une carrière de tennis car elle y est un peu meilleure et que « la danse de compétition coûte beaucoup d'argent et ne rapporte rien. »

## Carrière

### 2014: titre à Wimbledon en junior
En 2014, elle remporte le simple junior de Wimbledon en battant en finale la Slovaque Kristína Schmiedlová (2-6, 6-3, 6-0). Elle bénéficie également d'une invitation pour jouer son premier tournoi WTA lors de l'Open de Tachkent. Elle y bat au premier tour Shahar Peer avant de s'incliner contre Ksenia Pervak.

### 2015: premières performances sur le circuit professionnel
Après plusieurs bonnes performances sur le circuit ITF, elle tente les qualifications de Prague, Roland Garros et S'Hertogenbosh, mais échoue à rentrer dans le tableau finale à chaque fois.
Fin juin, elle dispute son premier Grand Chelem, à Wimbledon, et se défait facilement (6-2, 6-0) de la no 9 mondiale Carla Suárez Navarro, avant de perdre au tour suivant également en deux manches face à Kristina Mladenovic. Elle parvient à sortir des qualifications d'Istanbul quelques semaines plus tard, mais échoue au premier tour contre la Belge Kirsten Flipkens. À l'US Open, issue des qualifications, elle bat la 62e mondiale Annika Beck en trois manches, mais perd également au tour suivant face à Sara Errani en trois manches, après avoir collé un 6-0 à l'Italienne.
En 2015 en septembre, elle atteint sa première finale WTA à Québec à seulement 18 ans, en éliminant au premier tour la tête de série no 3 Mona Barthel (7-66, 4-6, 6-4) et en évitant l'élimination de peu, tout comme au tour suivant face à la qualifiée Jessica Pegula. La suite est plus simple : elle arrive en finale en remportant tous ses matchs en deux manches. En finale, elle perd (2-6, 2-6) sèchement contre Annika Beck tête de série no 5, celle-ci prenant sa revanche de l'US Open. Grâce à son parcours, elle atteint la 77e place mondiale, son meilleur classement sur l'année.
Elle perd au premier tour de Tashkent deux semaines plus tard et ne parvient pas à sortir des qualifications à Linz et Moscou en fin de saison.

### 2016:1refinale de Premier 5

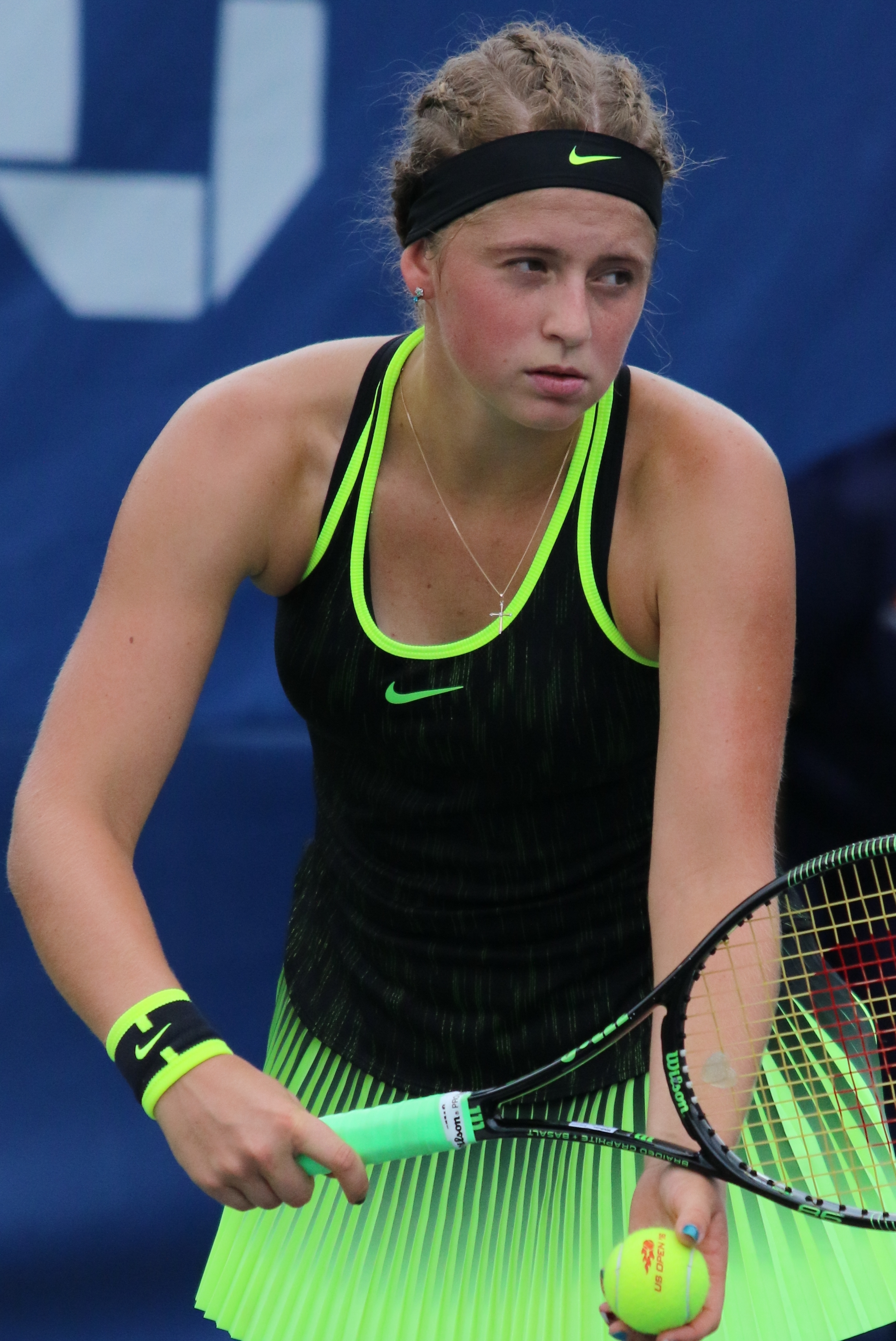
Ostapenko au service à l'US Open 2016.

Entraînée par Anabel Medina Garrigues depuis la saison 2016, Jeļena atteint pour la première fois de sa carrière une finale d'un tournoi de catégorie Premier 5 à Doha en février. Pour cela, elle bat d'abord au premier tour Zarina Diyas et la tête de série no 12 Svetlana Kuznetsova en deux manches (7-65, 6-0) et se qualifie pour les huitièmes. Elle affronte la 8e mondiale Petra Kvitová, au terme d'un match maîtrisé et en gardant ses nerfs, elle s'impose (5-7, 6-2, 6-1) en près de deux heures de jeu. En quart de finale, elle fait face à la coupeuse de têtes du tournoi, Zheng Saisai, qu'elle bat (6-4, 6-3) en 1 h 37, confirmant sa victoire contre la Tchèque la veille, et s'offre une demi-finale contre l'Allemande Andrea Petkovic, 27e mondiale. Alors menée 1-5, elle profite d'une baisse physique de l'Allemande lui permettant de revenir en enchaînant les jeux jusqu'à 7-5, 1-0. Petkovic finit par abandonner au bout de 1 h 14 de jeu, laissant ainsi Ostapenko se qualifier pour sa première finale dans cette catégorie de tournoi, et disputer la deuxième de sa jeune carrière à seulement 18 ans contre l'Espagnole Carla Suárez Navarro 11e mondiale. Malgré le gain de la première manche, son niveau chute ainsi que son mental qui s’effrite pour perdre (6-1, 4-6, 4-6). Toutefois, grâce à cette finale, elle rentre pour la première fois dans le top 50.
Elle commence à gagner à nouveau des matchs en avril au tournoi de Katowice en allant jusqu'en demi-finale, en battant au tour d'avant Tímea Babos (7-63, 2-6, 6-3), mais perdant contre Camila Giorgi.
Sur gazon, à Birmingham elle bat la 11e mondiale, Petra Kvitová (6-4, 4-6, 6-3), avant de perdre en quart contre Madison Keys (7-61, 4-6, 2-6), future lauréate.
Pour ses premiers Jeux olympiques, elle tombe d'entrée en trois manches contre Samantha Stosur.

### 2017. Consécration à Roland-Garros et intégration du top 8
Jeļena Ostapenko commencee bien sa saison 2017 puisqu'elle parvient en demi-finale lors de son premier tournoi, à Auckland mais en abandonnant contre la future lauréate Lauren Davis. À l'Open d'Australie, elle atteint le 3e tour où elle doit alors affronter Karolína Plíšková, tête de série no 5 du tournoi. Cette dernière s'en sort, non sans difficulté puisque les deux joueuses se disputent un 3e set décisif qui se termine sur le score de 10 jeux à 8. À l'issue de ce Grand Chelem, elle dispute le tournoi de Saint-Pétersbourg où elle décroche le premier titre WTA en double de sa carrière aux côtés de Alicja Rosolska.
Elle dispute la première finale de sa saison sur terre battue à Charleston, en battant notamment Caroline Wozniacki (6-2, 6-4) et Mirjana Lučić-Baroni (6-3, 5-7, 6-4) avant d'être battue sèchement par la Russe Daria Kasatkina (3-6, 1-6), du même âge que Jeļena, en tout juste une heure. Elle perd ainsi sa troisième finale de rang en commettant pas moins de 36 fautes directes et craquant physiquement après une semaine éprouvante. Par la suite elle perd au premier tour à Stuttgart contre Coco Vandeweghe en deux tie breaks, puis se qualifie pour les demi-finales à Prague en battant Lesia Tsurenko, la tête de série numéro 2, Caroline Wozniacki (5-7, 6-3, 7-65), et la tête de série numéro 7, Ana Konjuh (3-6, 6-4, 6-3) mais vaincu par Kristýna Plíšková (4-6, 2-6), qui perdra la finale. Dernier tournoi préparatoire à Rome, elle vainc Shelby Rogers mais perd contre Garbiñe Muguruza tout en lui prenant un set.

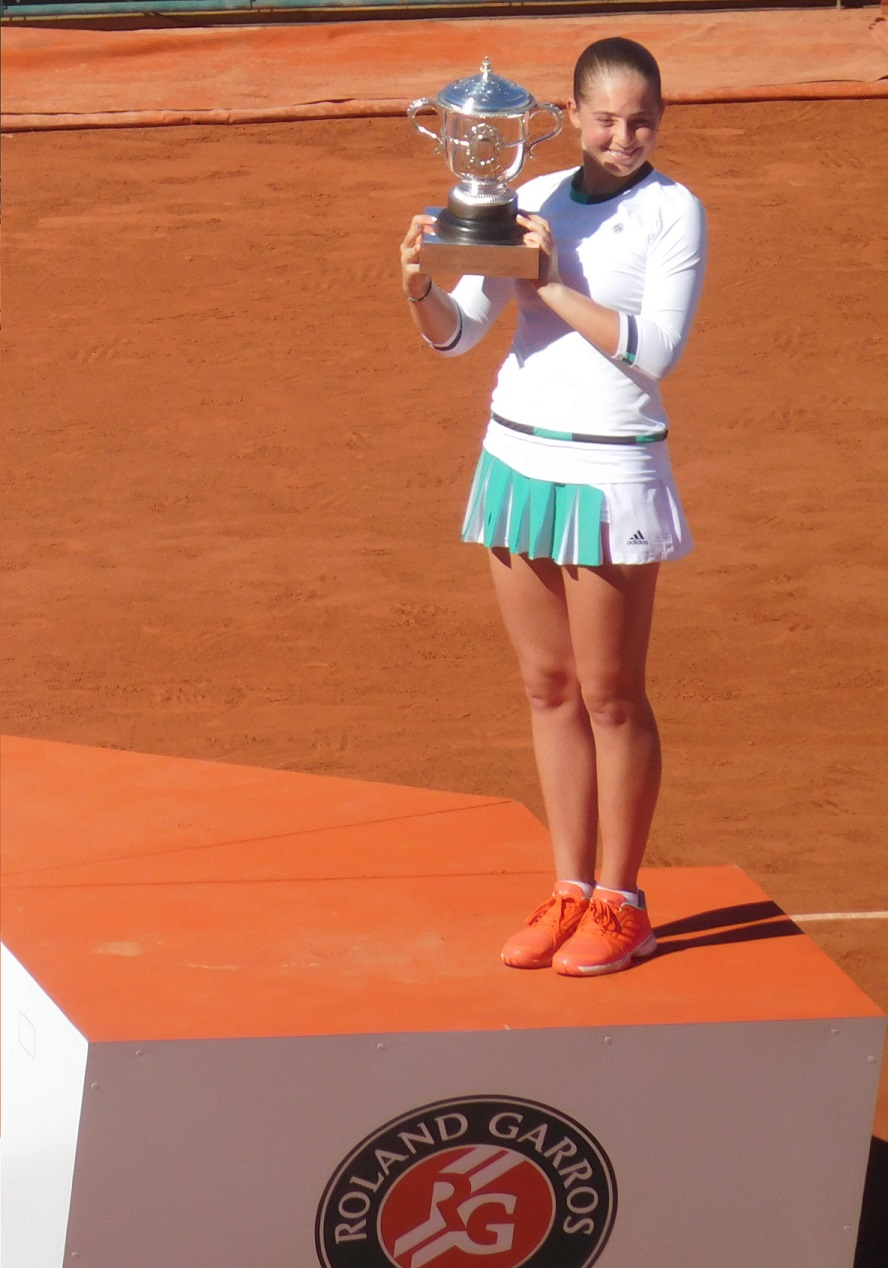
10 juin 2017 : Jeļena Ostapenko portant son trophée lors de la cérémonie après sa victoire finale de Roland-Garros.

Arrive le deuxième Grand Chelem de l'année avec les Internationaux de France en étant non tête de série (47e mondiale), où elle passe Louisa Chirico (4-6, 6-3, 6-2) alors menée un set et un break, puis Mónica Puig (6-3, 6-2) et Lesia Tsurenko (6-1, 6-4). En huitième de finale, elle s'impose contre l'Australienne Samantha Stosur, 22e mondiale, finaliste de l'édition 2010 et demi-finaliste en 2009, 2012 et 2016 (2-6, 6-2, 6-4), en 1 h 58, en distribuant 45 coups gagnants,. Elle bat ensuite en quart de finale Caroline Wozniacki, 12e mondiale, restant invaincue dans ses confrontations face à la Danoise. Elle remporte le match en 1 h 53 dans le même scénario que contre l'Australienne au tour précédent (4-6, 6-2, 6-2), en perdant la première manche et en étant même menée 0-5 au bout de 25 minutes de jeu, dans des conditions climatiques difficiles (interruptions par la pluie à deux reprises). Alors qu'elle n'avait jusqu'alors jamais dépassé un troisième tour en Grand Chelem, elle atteint ainsi pour la première fois une demi-finale dans un tournoi du Grand Chelem, qui tombe le jour de ses 20 ans, contre la 31e mondiale Timea Bacsinszky (qui fête également son anniversaire), et devient la plus jeune demi-finaliste à Paris depuis Ana Ivanović en 2007. Elle s'impose face à la Suissesse en 2 h 25 (7-64, 3-6, 6-3). Elle se montre dans ce match sans pression et offensive en délivrant 50 coups gagnants pour 45 fautes directes. Jeļena marque l'histoire de son pays en devenant la première Lettone en finale d'un tournoi du Grand Chelem. Ainsi que la plus jeune finaliste d'un tournoi du Grand Chelem depuis Caroline Wozniacki à l'US Open 2009 et la première non tête de série à atteindre la finale à Paris depuis Mima Jaušovec en 1983,. Elle crée la sensation en remportant la finale, en battant la 4e mondiale Simona Halep (4-6, 6-4, 6-3) en deux heures de jeu. Menée un set à rien, puis d'un break dans chacune des manches décisives, elle continue à attaquer et déborder la Roumaine trop passive avec pour statistique : 54 coups gagnants et 54 fautes directes. Signe d'un jeu ultra offensif, avec une prise de risque maximale et de l’insouciance à seulement 20 ans,. Elle devient ainsi la première Lettone à remporter un tournoi du Grand Chelem, et la première joueuse non tête de série à remporter Roland-Garros depuis Margaret Scriven en 1933. Elle est accueillie chaleureusement par des centaines de supporters à l'aéroport de Riga pour son retour en Lettonie,.
Elle remporte son premier titre en carrière en remportant son premier Grand Chelem à sa première tentative. Sur le total des sept matchs, Jeļena réalise 299 coups gagnants, soit 47,2 par tour en moyenne (pour 271 fautes directes). C'est également le plus faible nombre d'apparitions en Grand Chelem (à sa 8e tentative) avant victoire depuis le sacre de Maria Sharapova à Wimbledon en 2004. Enfin Jeļena s'impose à Paris, vingt ans après la victoire surprise de Gustavo Kuerten le 8 juin 1997, le jour où la Lettone voit le jour,. Ce titre lui permet de se hisser au 12e rang mondial du classement de la WTA, soit un bond de 35 rangs, son meilleur classement en carrière.
Période sur gazon, elle dispute comme seul tournoi de préparation Eastbourne. Elle se défait dans un match à suspense, de l'Espagnole Carla Suárez Navarro en trois sets (6-3, 0-6, 6-4) puis perd face à la no 6 mondiale, Johanna Konta dans un match très accroché de plus de 2 heures (5-7, 6-3, 4-6). Puis à Wimbledon, tête de série numéro 12, elle vainc avec quelques difficultés la Biélorusse Aliaksandra Sasnovich en trois sets (6-0, 1-6, 6-3). Au deuxième tour, elle bat encore avec des difficultés la qualifiée Canadienne Françoise Abanda en trois sets (4-6, 7-64, 6-3) pour atteindre pour la première fois de sa carrière le troisième tour du tournoi. Elle y affronte l'Italienne Camila Giorgi, qu'elle bat en deux sets (7-5, 7-5) après avoir été menée 3-5 au premier set et 2-5 au second, remportant la rencontre au mental. Elle y affronte l'Ukrainienne Elina Svitolina, tête de série numéro 4 et 5e mondiale, pour une place en 1/4 de finale, et la vainc (6-3, 7-66) en 1 h 45, confirmant ainsi son statut de vainqueur en Grand Chelem et ses bonnes performances sur herbe. Et Jeļena devient la première joueuse depuis Kim Clijsters à atteindre un quart de finale après son tout premier titre en Grand Chelem. Elle se fait battre en seulement 1 h 13 contre la 11e mondiale Venus Williams, (3-6, 5-7) qui se qualifiera pour la finale. Jeļena commet lors de ce match trop de fautes directes, et ayant une seconde au service trop faible pour espérer battre l'Américaine. Elle dira notamment en remarque que « le gazon est de plus en plus lent. Encore plus que la terre battue à Roland-Garros cette année ».
Elle reprend la compétition sur dur aux tournois de Toronto et Cincinnati, mais déçoit en perdant à chaque fois au premier tour. À l'US Open pour le dernier Grand Chelem, Jeļena retrouve le chemin de la victoire en passant Lara Arruabarrena (6-2, 1-6, 6-1) et Sorana Cîrstea (6-4, 6-4), avant de s'incliner au 3e tour (3-6, 2-6) face à Daria Kasatkina. Diminuée physiquement, elle ne pouvait défendre pleinement ses chances et lâchant sa frustration en fin de match, avec une poignée de main glaciale à son adversaire,. Malgré cette défaite, elle intègre pour la première fois le top 10 à la 10e place mondiale.
Fin septembre pour le début de la tournée asiatique, elle dispute et remporte le 2e titre de sa saison à Séoul en tant que tête de série numéro 1, et confirmant son statut de favorite. Battant Johanna Larsson (7-66, 6-1), Nao Hibino (6-2, 6-2), Verónica Cepede Royg (6-3, 6-1), puis la qualifiée Luksika Kumkhum (3-6, 6-1, 6-3) et enfin, la Brésilienne Beatriz Haddad Maia (65-7, 6-1, 6-4) dans un match gagné au mental après 2 h 15 de jeu. Dans la foulée, elle dispute le tournoi de Wuhan en étant exemptée de premier tour. Elle passe dans la difficulté Barbora Strýcová (2-6, 7-5, 6-3), puis la qualifiée Mónica Puig (6-2, 3-6, 6-3) et surtout, la no 1 mondiale Garbiñe Muguruza, (1-6, 6-3, 6-2) qu'elle vainc malgré la blessure de l'Espagnole. Qualifiée pour les demi-finales, elle est vaincue facilement en 1 h 14 (3-6, 0-6) par l'Australienne Ashleigh Barty. À Pékin, les trois joueuses demi-finalistes la semaine précédente à Wuhan sont exemptées de 1er tour. Elle passe Samantha Stosur (6-3, 7-5) et profite de l'abandon en huitième de Peng Shuai qui lui permet de se qualifier pour le Masters de Singapour,. Elle passe la première Roumaine Sorana Cîrstea (6-4, 6-4) pour rallier le dernier carré, mais échoue sur la seconde, Simona Halep (2-6, 4-6) en 1 h 15. Cette dernière devient no 1 mondiale à la suite de sa victoire et se venge ainsi de sa défaite à Roland-Garros.
Enfin à Singapour, elle est placée dans le Groupe Blanc avec la no 2 mondiale Garbiñe Muguruza, la no 3 mondiale Karolína Plíšková et la no 5 mondiale Venus Williams. Nerveuse pour sa première, elle s'incline (3-6, 4-6) en 1 h 25 contre Muguruza ; puis perd à nouveau au bout d'un match marathon et intense de 3 h 13 contre la vétérane de 37 ans, Venus (5-7, 7-63, 5-7). Cette défaite l'élimine de la compétition en phase de poules. Elle corrige le tir pour son dernier match en s'imposant face à la Tchèque Plíšková (6-3, 6-1) en 1 h 6.
En décembre, elle annonce que sa coopération avec Anabel Medina Garrigues, nommée capitaine de l'équipe d'Espagne de Fed Cup, est terminée. L'entraîneur Australien David Taylor rejoint son équipe pour quinze semaines, sa mère restant son coach principal.

### 2018:1refinale enPremier Mandatoryà Miami,no5 mondiale et 1/2 à Wimbledon
Pour démarrer sa saison 2018, Jeļena prend part au tournoi d'exhibition d'Abou Dabi où un seul match est disputé contre son idole Serena Williams, de retour sur les courts après onze mois d'absence. La Lettone s'impose (6-2, 3-6, [10-5]) dans une partie où l'Américaine manquait de physique mais rassure sur son niveau tennistique.
Pour son premier tournoi officiel de l'année, elle s'incline d'entrée (1-6, 4-6) à Shenzhen contre Kristýna Plíšková. Jeļena enchaîne les contres performances jusqu'au mois de mars, mais revient sur le devant de la scène à l'Open de Miami en enchaînant trois victoires, une première depuis Pékin 2017. Alors exemptée de 1er tour, elle passe Tímea Babos (6-4, 6-4) et Beatriz Haddad Maia (6-2, 7-62) sans perdre de set ni trop d'énergie, avant de battre la 9e mondiale, Petra Kvitová (7-64, 6-3) avec une interruption de pluie pour se qualifier en quart de finale. Après elle continue sur sa lancée battant en deux tie-breaks la 4e mondiale, Elina Svitolina pour atteindre le dernier carré en 1 h 48. Avant d'atteindre sa première finale de Premier Mandatory en disposant de la qualifiée locale, Danielle Collins (7-61, 6-3) en 1 h 41 qui s'est révélée sur ce tournoi,. Malgré un premier set accroché, elle s'incline face à la locale et tête de série numéro 13, Sloane Stephens (65-7, 1-6) en une heure et demie qui s'est montré plus solide sur ses engagements,.
Début de la terre battue avec le Porsche Tennis Grand Prix à Stuttgart, elle perd en 1/4 de finale (7-5, 5-7, 4-6) face à la 6e mondiale, Karolína Plíšková dans un match serré. Puis à Rome, elle passe Zhang Shuai et Johanna Konta en trois sets, avant de livrer un gros match contre la Russe Maria Sharapova, s'inclinant malgré tout (7-66, 4-6, 5-7) après 3 h 11 de jeu au stade des quarts de finale. Ostapenko doit défendre son titre acquis l'an dernier à Roland-Garros, cependant elle s'incline d'entrée (5-7, 3-6) contre l'Ukrainienne Kateryna Kozlova alors 67e mondiale. La Lettone est la première gagnante de Roland-Garros à disparaître dès le premier tour l'année suivant son sacre depuis Anastasia Myskina en 2005. Cette contre-performance l'a fait sortir du top 10 au classement WTA du 11 juin, passant de la 5e à la 12e place mondiale.

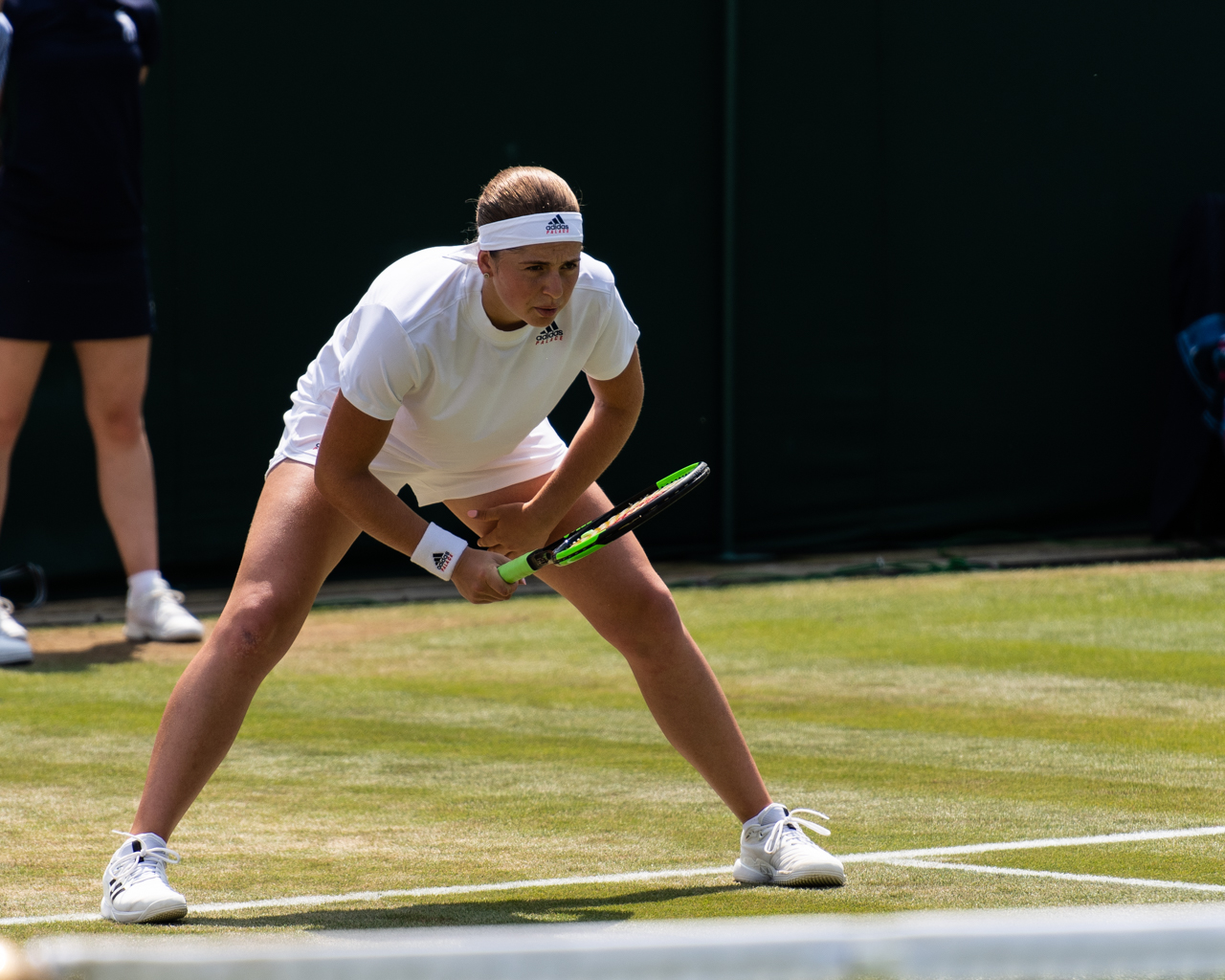
7 juillet 2018 : Jeļena Ostapenko en attente du service adverse à Wimbledon.

Elle rebondit sur la tournée de gazon avec un 1/4 à Eastbourne après une défaite sur Agnieszka Radwańska (2-6, 5-7). Et surtout à Wimbledon, où la Lettone passe la locale Katy Dunne au 1er tour, puis facilement Kirsten Flipkens, après la qualifiée Vitalia Diatchenko (6-0, 6-4) pour atteindre les 1/8 de finale, une première en Grand Chelem depuis un an ; et Aliaksandra Sasnovich (7-64, 6-0) pour rallier les quarts de finale. Elle atteint le dernier carré en passant Dominika Cibulková (7-5, 6-4) en 1 h 22 malgré un premier set mal démarré, signant son meilleur résultat à Londres,. En demi-finale, Jelena tombe (3-6, 3-6) en tout juste une heure face à la 10e mondiale, Angelique Kerber, qui gagnera son 3e titre du Grand Chelem face à Serena Williams en finale. Après son match en conférence, Ostapenko est interrogée sur la possibilité des matches en 5 sets également pour les tournois dames, se montrant en faveur de cette réforme.
À l'US Open, elle passe difficilement en trois manches ses premiers tours avant de s'incliner au 3e tour face à la Russe Maria Sharapova (3-6, 2-6) qui était facile dans cette rencontre.
Ostapenko termine sa saison sur une tournée asiatique chaotique, finissant loin des meilleures joueuses de l'année, sortant même du top 20, à la 22e place mondiale.

### 2019. Saison compliquée, baisse au classement mais3etitreen simple
Pour démarrer sa saison 2019, Jeļena prend part à son premier tournoi officiel de l'année, elle s'incline sèchement d'entrée (0-6, 2-6) à Shenzhen contre Monica Niculescu. Par la suite, elle peine à trouver son rythme, ne parvenant pas à enchaîner plus de deux victoires, jusqu'en avril sur terre battue, où elle réalise son meilleur résultat depuis le début de l'année avec un troisième tour au Volvo Car Open de Charleston, s'inclinant (5-7, 2-6) contre Madison Keys qui remportera le titre.

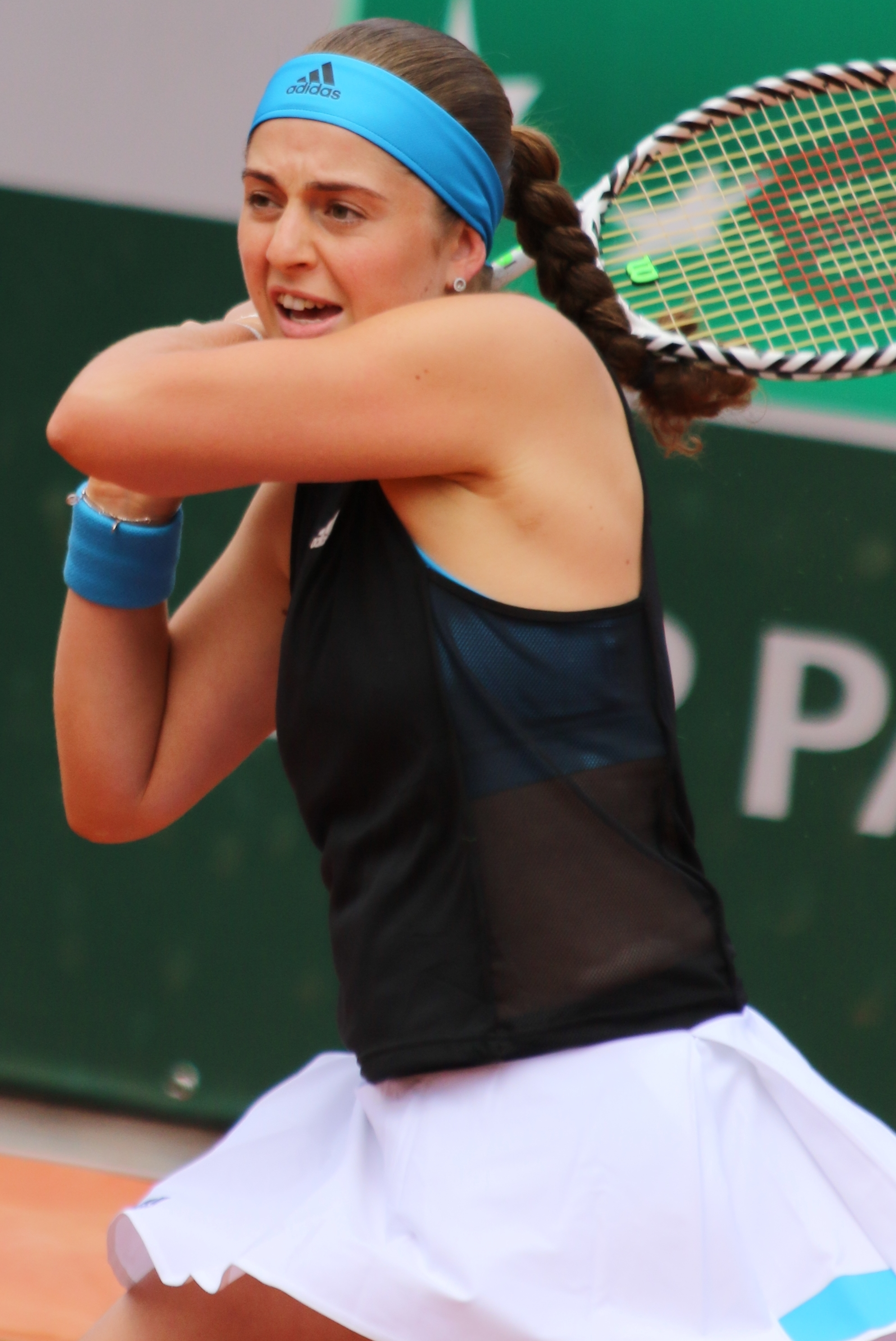
Jeļena Ostapenko à Roland Garros 2019.

Arrive la période de Roland-Garros où, une seconde fois de suite, elle perd lors du premier tour, en deux manches face à l'ancienne no 1 mondiale Victoria Azarenka. Puis sur gazon à Birmingham, Jeļena atteint les 1/4 de finales en battant Johanna Konta mais s'incline en trois manches face à Petra Martić, après avoir échoué à convertir cinq balles de match lors du second set. Puis à Eastbourne, elle bat la 9e mondiale Sloane Stephens (1-6, 6-0, 6-3) avant d'abandonner au troisième tour contre Ekaterina Alexandrova.
À Wimbledon, Ostapenko a des points à défendre, ayant atteint les demi-finales de l'édition précédente, mais elle perd lors du premier tour, contre Hsieh Su-wei (6-2, 6-2). Cette contre-performance lui coûte 780 points, et la fait rétrograder de la 37e à la 79e place du classement mondial. Associée au Suédois Robert Lindstedt, elle parvient toutefois à atteindre la finale du double mixte, qu'ils perdent face à Ivan Dodig et Latisha Chan (6-2, 6-3).
En août à la Rogers Cup après des victoires sur Caroline Garcia et Anastasia Pavlyuchenkova, elle s'incline sèchement face à la qualifiée Marie Bouzková au 3e tour. Puis elle réalise la meilleure performance en Grand Chelem de sa saison avec un 3e tour à l'US Open, s'inclinant contre une novice de l'épreuve, l'Américaine Kristie Ahn (3-6, 5-7).
Sa tournée asiatique n'est pas très riche en résultats, mis à part sa finale en double à Pékin avec Dayana Yastremska, où le duo s'incline (3-6, 7-65, [7-10]) en 1 h 47 contre la paire Sofia Kenin/Bethanie Mattek-Sands. Dans le tableau simple, elle bat au premier tour la no 2 mondiale, Karolína Plíšková (7-5, 3-6, 7-5) en ayant commis 25 doubles fautes mais perd sèchement au tour suivant face à une autre Tchèque, Kateřina Siniaková.
Le 9 octobre est annoncée une collaboration avec Marion Bartoli sans indication sur sa durée, lors du Upper Austria Ladies Linz sur dur indoor. Ostapenko enchaîne les victoires pour la première fois de la saison en atteignant la finale après une victoire sur le fil face à Ekaterina Alexandrova (1-6, 7-65, 7-5) en 2 h 21 et en ayant écarté trois balles de match. Alors 72e mondiale, elle remporte trois matches d'affilée pour la première fois depuis sa demi-finale à Wimbledon en 2018 et atteint sa première finale depuis Miami de la même année. Dans un match étriqué (3-6, 6-1, 2-6), elle s'incline face à la jeune Américaine de 15 ans Coco Gauff qui remporte son premier titre WTA. La semaine suivante, elle enchaîne avec le BGL BNP Paribas Luxembourg Open avec réussite, battant notamment la tête de série numéro 1, Elise Mertens (4-6, 6-2, 6-2), puis Antonia Lottner et Anna Blinkova pour atteindre sa 2e finale consécutive, une première depuis ses débuts professionnels. Jeļena remporte son premier titre de la saison et le troisième de sa carrière ; en battant facilement (6-4, 6-1) en une heure de jeu la tête de série numéro 2, Julia Görges en n'ayant commis aucune double faute et concédé aucune balle de break à son adversaire. Grâce à ce parcours, la Lettone réintègre le top 50, atteignant même la 44e place du classement mondial.

### 2020. Année impactée par le Covid et pause de7 mois
La pandémie de Covid-19 impactant la saison, elle ne joue que peu de tournois cette année. Elle s'incline au second tour à l'Open d'Australie contre la septième joueuse mondiale Belinda Bencic (5-7, 5-7) puis défait en Fed Cup Sofia Kenin (6-3, 2-6, 6-2) puis son deuxième match contre l'Américaine Serena Williams en deux tie-breaks. Elle s'incline mi-février contre la Française Alizé Cornet au premier tour de Saint-Pétersbourg, puis en huitièmes de finale à Doha. Elle interrompt sa présence sur le circuit durant sept mois puis fait son retour en septembre à Rome (défaite contre Magda Linette). Elle parvient ensuite en quarts de finale des Internationaux de Strasbourg après avoir bénéficié de l'abandon de Kiki Bertens, puis au troisième tour de Roland Garros, éliminant lors de son deuxième match la quatrième mondiale Karolína Plíšková (6-4, 6-2). Elle termine sa saison par une défaite à Ostrava, contre la Tunisienne Ons Jabeur au deuxième tour.

### 2021:4etitreà Eastbourne
La Lettone commence l'année par un huitième de finale à Melbourne, logiquement battue par l'Ukrainienne Elina Svitolina, cinquième mondiale, puis par une défaite d'entrée à l'Open d'Australie contre la Tchèque Karolína Muchová, qui se hissera jusqu'en demi-finale. Après des deuxièmes tours à Doha, Dubaï et Saint-Pétersbourg (battue par la 160e mondiale Jaqueline Cristian), elle enchaîne de nouveau deux victoires consécutives à Miami mais s'incline au troisième tour contre la numéro un Ashleigh Barty. Elle se présente à la tournée sur terre battue sans certitudes et est éliminée au deuxième tour de Stuttgart par Karolína Plíšková et au même stade à Madrid contre l'Américaine Jennifer Brady. Elle s'impose mi-mai à Rome contre la Britannique Johanna Konta (6-3, 6-1), l'Australienne Ajla Tomljanović (6-2, 7-6), puis l'ancienne numéro une mondiale Angelique Kerber (4-6, 6-3, 6-4) pour rallier les quarts de finale d'un WTA 1000 pour la première fois depuis trois ans. Elle est de nouveau sortie par la Tchèque Karolína Plíšková dans un match très serré (6-4, 5-7, 6-7).

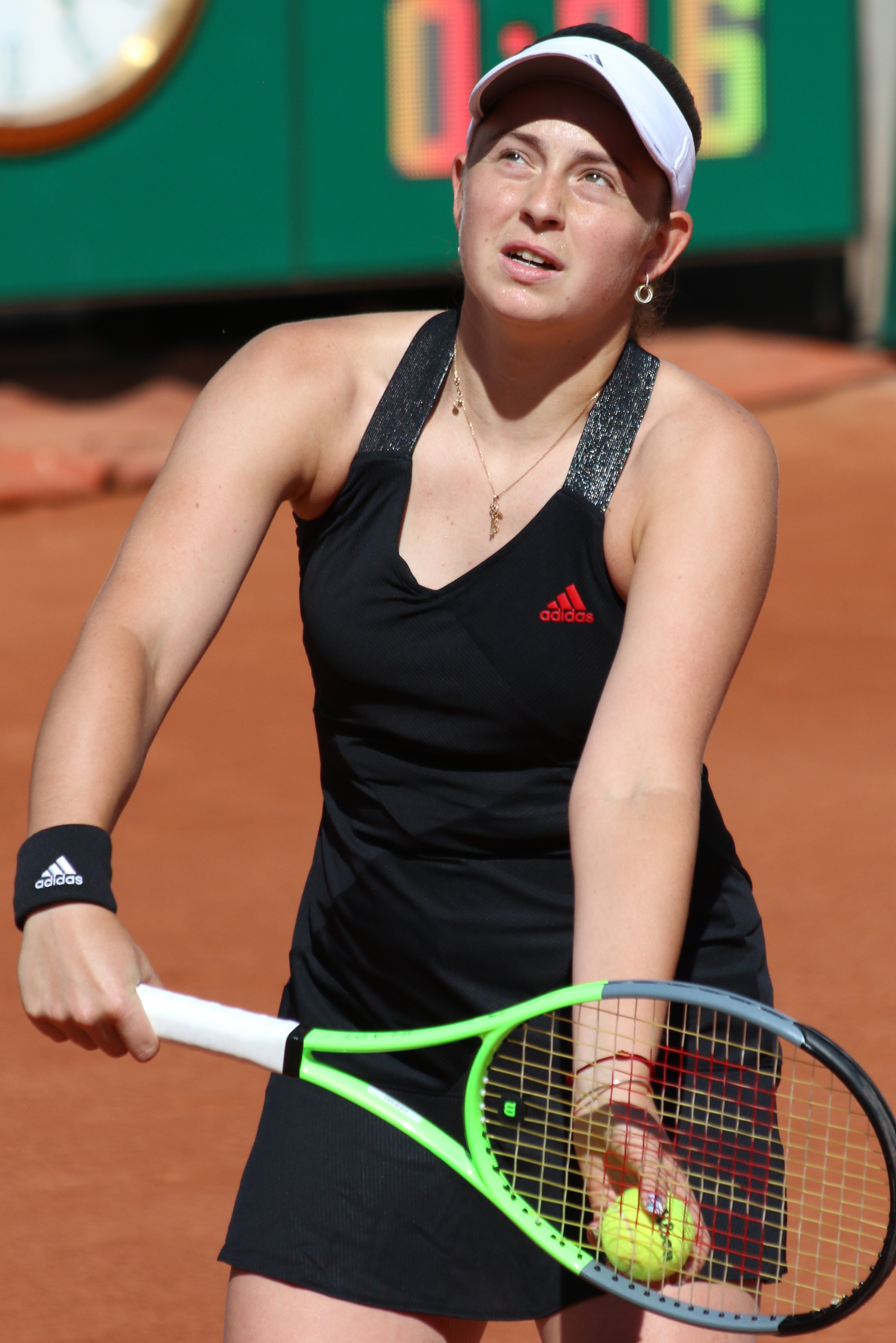
Jeļena Ostapenko à Roland Garros 2021.

Après une sortie au premier tour à Roland Garros contre l'Américaine Sofia Kenin, finaliste l'année précédente et une défaite sur le gazon de Birmingham au second tour, elle enchaîne plusieurs victoires à Eastbourne sur Anastasia Pavlyuchenkova, finaliste récente de Roland Garros (6-1, 6-3), la Tunisienne Ons Jabeur (5-7, 6-4, 6-3), la Russe Daria Kasatkina (1-6, 7-5, 6-2)  et la Kazakh Elena Rybakina (6-4, 6-1) pour rallier sa première finale sur gazon. Elle s'impose contre l'Estonienne Anett Kontaveit et remporte le quatrième titre de sa carrière. Elle atteint le troisième tour de Wimbledon la semaine suivante avec des victoires sur Leylah Fernandez et Daria Kasatkina.
Elle est nommée porte-drapeau de la délégation lettonne aux Jeux olympiques d'été de 2020 à Tokyo, mais s'incline dès le premier tour contre la Russe 303e mondiale Elena Vesnina (4-6, 7-6, 4-6), comme à Montréal mi-août contre Kateřina Siniaková (1-6, 3-6). Profitant de l'abandon de Jennifer Brady pour accéder au troisième tour de Cincinnati, elle est stoppée par l'Allemande Angelique Kerber. Mi-septembre, elle sort Jule Niemeier (6-2, 6-2), la 300e joueuse mondiale Arianne Hartono (6-2, 4-6, 6-1), la Française Alizé Cornet (7-6, 6-2) et la Russe Liudmila Samsonova (6-1, 7-6) pour jouer la deuxième finale de sa saison, mais perd en trois sets contre la jeune Clara Tauson (3-6, 6-4, 4-6).
Une défaite au second tour à Ostrava plus tard, elle aligne de nouveau plusieurs victoires contre Hsieh Su-wei (6-3, 6-0), Yulia Putintseva (6-3, 2-6, 6-3), la quatrième mondiale Iga Świątek (6-4, 6-3) et l'Américaine Shelby Rogers (6-4, 4-6, 6-3) à Indian Wells. Elle est éliminée en demi-finale par l'ancienne numéro une Victoria Azarenka (6-3, 3-6, 5-7). Elle termina l'année par un abandon à Moscou en octobre au premier tour.

### 2022.5etitreen simple à Dubaï, 1/8 à Wimbledon et deux autres finales
Après une défaite contre la numéro neuf Paula Badosa à Sydney au premier tour, elle parvient au troisième tour de l'Open d'Australie après avoir battue Anna Karolína Schmiedlová et l'Américaine Alison Riske. Elle est éliminée par la numéro quatre mondiale Barbora Krejčíková (6-2, 4-6, 6-4). Elle enchaîne les bons résultats avec une demi-finale à Saint-Pétersbourg, éliminant Wang Xinyu, l'ancienne Top 10 Andrea Petkovic et la Biélorusse Aliaksandra Sasnovich et échouant de nouveau contre une joueuse du Top 10, l'Estonienne Anett Kontaveit. Mi-février, elle s'impose contre Sofia Kenin, ancienne gagnante de Roland Garros (6-1, 6-2), puis bat dans trois matchs serrés la Polonaise Iga Świątek (4-6, 6-1, 7-6), Petra Kvitová (5-7, 7-5, 7-6) et l'ancienne numéro une Simona Halep (2-6, 7-6, 6-0). Elle sort dans sa première finale de l'année la Russe Veronika Kudermetova (6-0, 6-4) pour remporter son unique titre en 2023. Elle continue sur sa lancée en éliminant à Doha la qualifiée Océane Dodin (6-4, 6-2), l'Américaine Amanda Anisimova (6-3, 4-6, 6-4), et en prenant sa revanche sur Barbora Krejčíková (6-3, 6-2) en huitièmes et Paula Badosa (6-2, 6-2) en quarts. Elle ne parvient cependant pas à faire la passe de trois et est sortie de nouveau par Anett Kontaveit (1-6, 4-6) en demi-finale.

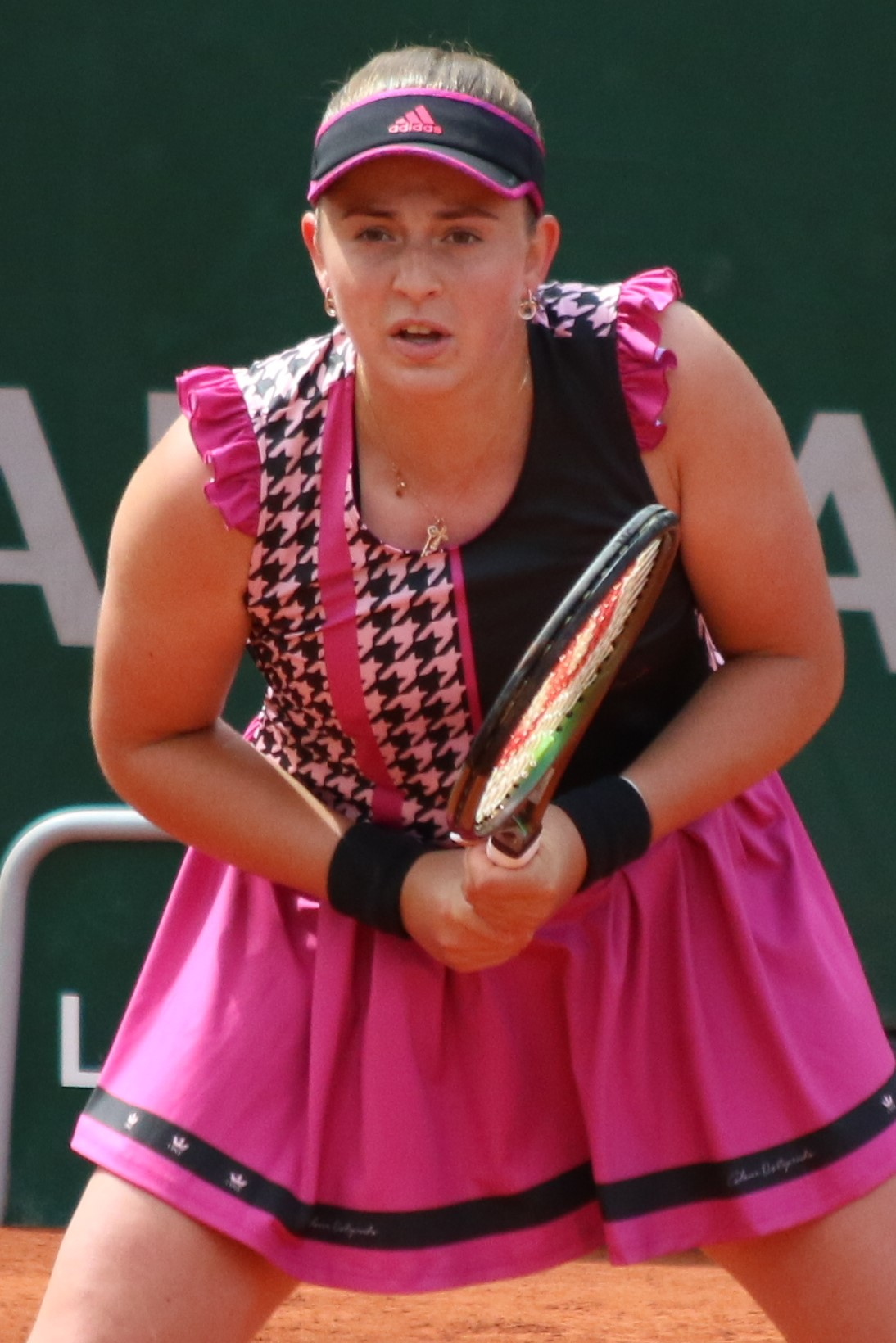
Jeļena Ostapenko à Roland Garros 2022.

Elle entame alors une série de quatre défaites consécutives entre février et mai, à Indian Wells, Miami, Madrid et Rome. En mai, alors qu'elle est tête de série numéro 13, elle est battue au deuxième tour des Internationaux de France de tennis 2022, par la Française Alizé Cornet (0-6, 6-1, 3-6), mais remporte un premier match depuis trois mois contre l'Italienne Lucia Bronzetti (6-1, 6-4).
En juin, pour la reprise sur gazon, elle s'incline à Birmingham contre Dayana Yastremska en trois sets serrés (6-3, 5-7, 5-7) au second tour, mais juste avant le tournoi de Wimbledon, elle atteint la finale du tournoi d'Eastbourne dont elle est tenant du titre, tombant contre la Tchèque Petra Kvitová en deux sets (3-6, 2-6). Elle avait auparavant sortie l'Australienne Ajla Tomljanović (6-4, 6-4), profité de l'abandon de Madison Keys (6-3 ab.) et battue Anhelina Kalinina (6-3, 6-2) et l'Italienne Camila Giorgi (6-2, 6-2). Fin juin elle atteint la deuxième semaine de Wimbledon, sa meilleure performance en Grand Chelem depuis quatre ans. Elle vainc Océane Dodin, la qualifiée Yanina Wickmayer puis la Roumaine Irina-Camelia Begu. Alors qu'elle bénéficie d'un tableau ouvert, elle est éliminée en huitièmes de finale par l'Allemande Tatjana Maria, 103e joueuse mondiale, qui dispute le premier huitième de finale de sa carrière à 34 ans.
Après une tournée américaine médiocre (défaite au deuxième tour à Toronto et Cincinnati ainsi qu'au premier tour de l'US Open contre la révélation de la saison Zheng Qinwen), elle remporte trois victoires contre des joueuses hors du Top 100 à Séoul, puis profite de l'abandon de l'ancienne gagnante du grand chelem New yorkais Emma Raducanu pour atteindre la finale du tournoi Sud-Coréen. Elle s'incline alors contre la Russe Ekaterina Alexandrova (6-7, 0-6). Elle termina l'année 2022 avec deux défaites au premier tour de Tallin et Ostrava et un huitièmes de finale à Guadalajara, battue par Veronika Kudermetova.

### 2023:6etitre, quart de finale à l'Open d'Australie et à l'US Open et demi-finale à Rome
Jeļena Ostapenko commence l'année par des sorties prématurées, elle arrive à Melbourne sans réelle performance et attente. Elle parvient néanmoins durant le Grand Chelem australien à éliminer Dayana Yastremska (6-4, 6-2), Anna Bondár (7-6, 5-7, 6-0) et Kateryna Baindl (6-3, 6-0). Elle bat l'Américaine Coco Gauff, septième mondiale (7-5, 6-3) pour rejoindre pour la première fois les quarts de finale à l'Open d'Australie. Elle est néanmoins stoppée par la Kazakh Elena Rybakina en deux sets (2-6, 4-6). Elle écarte deux semaines plus tard l'Américaine Danielle Collins (7-5, 1-6, 7-5) à Abou Dhabi mais est battue au deuxième tour par la révélation de l'année 2022 Zheng Qinwen (6-7, 1-6). Elle s'incline au même stade contre la numéro quatre mondiale Jessica Pegula (2-6, 6-2, 5-7) à Doha après avoir écarté une autre Américaine, Madison Keys (7-5, 6-2).
Alors tenante du titre à Dubaï, elle élimine la qualifiée Katarina Zavatska (6-1, 6-4) puis la jeune Linda Fruhvirtová (6-2, 6-0) mais bute en huitièmes contre la récente vainqueur de l'Open d'Australie Aryna Sabalenka (6-2, 1-6, 1-6).
Mi-mai, elle parvient en quarts de finale au WTA 1000 de Rome en éliminant la Roumaine Sorana Cîrstea (6-3, 3-6, 6-2), l'ancienne lauréate de Roland Garros Barbora Krejčíková (7-6, 6-0), ainsi que la neuvième mondiale Daria Kasatkina (6-4, 4-6, 6-0), demi-finaliste dans la capitale italienne l'année passée. En quarts, elle dispose de l'ex numéro deux mondiale Paula Badosa (6-2, 4-6, 6-3), ce qui lui permet d'atteindre les demi-finale d'un WTA 1000 sur terre battue pour la première fois de sa carrière. Elle affronte pour la première fois Elena Rybakina, finaliste à l'Open d'Australie en début d'année et s'incline en deux sets (2-6, 4-6).

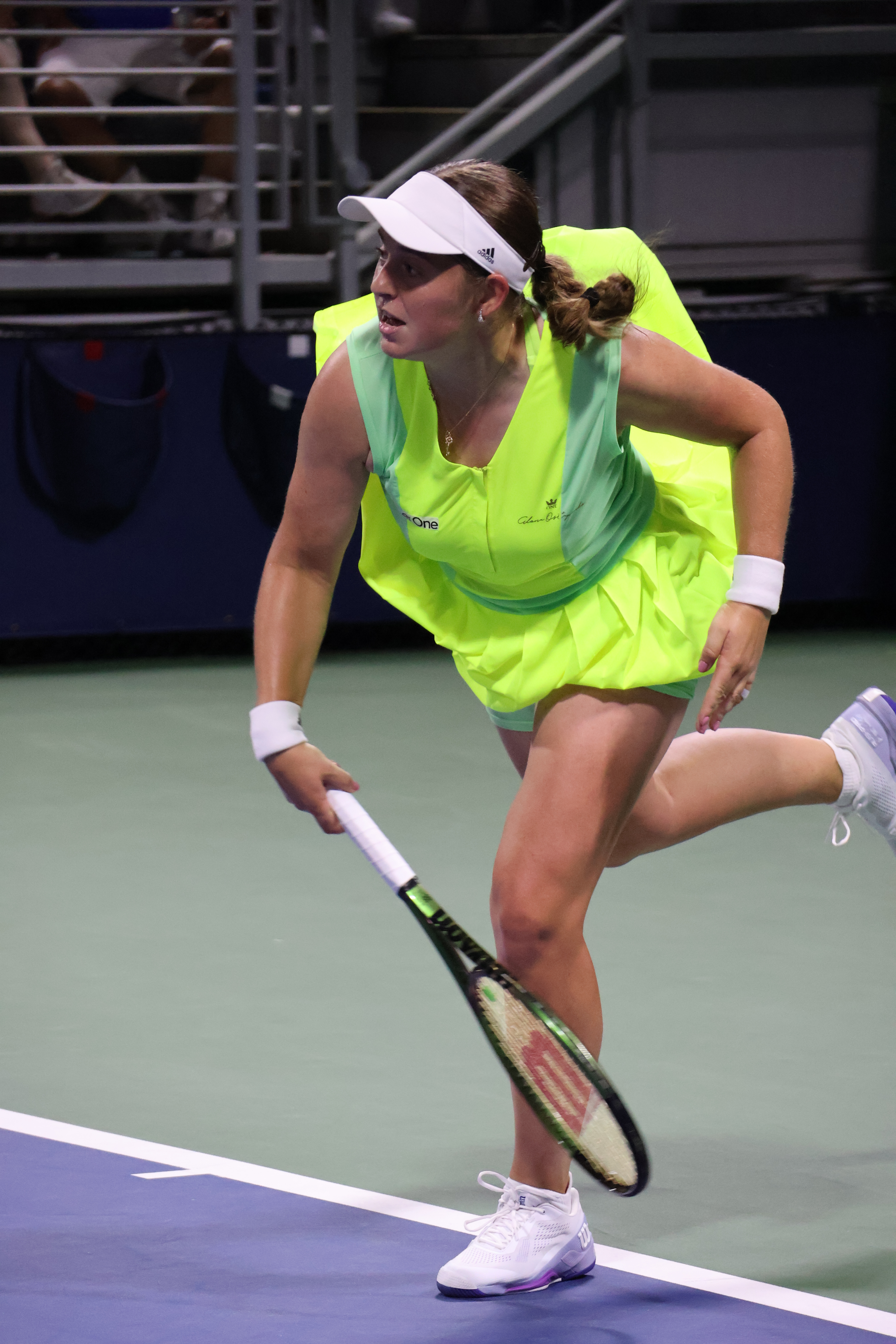
Jeļena Ostapenko à l'US Open 2023.

Fin juin à Birmingham, elle s'impose en trois sets contre la jeune Linda Nosková (6-2, 5-7, 6-1), la vétéran Venus Williams (6-3, 5-7, 6-3), invité par les organisateurs, la qualifié Magdalena Fręch (4-6, 7-5, 6-2) et la Russe Anastasia Potapova (5-7, 6-2, 6-4) pour disputer sa première finale de l'année. Elle affronte et bat de nouveau la Tchèque Barbora Krejčíková en deux sets (7-6, 6-4). Elle gagne alors son deuxième titre sur gazon.
Fin août, elle débarque à l'US Open et sort en trois sets à chaque fois l'Italienne Jasmine Paolini (6-2, 4-6, 6-1), la Russe Elina Avanesyan (6-3, 5-7, 7-5) et l'Américaine Bernarda Pera (4-6, 6-3, 6-3) pour jouer pour la première fois de sa vie les huitièmes de finale du Grand Chelem américain. Elle y rencontre la numéro une et tenante du titre Iga Świątek et réussit l'exploit pour la deuxième fois de sa carrière de battre la joueuse au sommet du classement WTA (3-6, 6-3, 6-1). Après cette victoire, le retour sur terre est brutal avec une défaite très sèche contre la jeune locale Coco Gauff (0-6, 2-6) en quarts de finale.
Elle remporte un match à Guadalajara contre Marta Kostyuk (6-2, 6-3) mais tombe en huitièmes contre la locale Sofia Kenin, finaliste la semaine passée à San Diego (4-6, 5-7). Lors de la tournée asiatique d'automne, elle renverse à Pékin la qualifiée Allemande Eva Lys (2-6, 6-3, 6-2) puis profite du forfait de Linda Nosková pour accéder aux huitièmes de finale. Elle y affronte l'Américaine Jessica Pegula, numéro quatre mondiale mais s'impose (6-4, 6-2) avant de perdre en quarts de finale contre la Russe Liudmila Samsonova (3-6, 2-6).
Ancienne vainqueur à Séoul, elle s'incline dès le premier match au tournoi Sud-Coréen à la surprise générale, renversée par la locale invitée Back Dayeon, 569e joueuse mondiale (6-3, 1-6, 6-7).

### 2024. 7eet 8etitres à Adelaïde et Linz et quart de finale à Wimbledon
La Lettone commence par le tournoi de Brisbane où elle écarte d'abord l'Italienne Camila Giorgi (6-1, 6-4) puis l'ancienne numéro une Karolína Plíšková (6-2, 4-6, 6-3) mais s'incline en quarts de finale contre une autre ancienne numéro une, la Biélorusse Victoria Azarenka (3-6, 6-3, 5-7). Elle confirme néanmoins ses bonnes sensations au tournoi d'Adelaïde où elle s'impose contre la Roumaine Sorana Cîrstea (2-6, 6-2, 6-4), difficilement contre la Française Caroline Garcia (6-4, 5-7, 6-4) puis en deux manches contre Marta Kostyuk (7-5, 6-3) et Ekaterina Alexandrova (6-2, 7-6) tombeuse d'Elena Rybakina, numéro trois mondiale au tour précédent. Elle accède ainsi à sa première finale de l'année et bat facilement une autre Russe, Daria Kasatkina (6-3, 6-2) , déjà finaliste l'année passée pour s'adjuger son septième titre en carrière.
Elle joue l'Open d'Australie en tant que tête de série numéro onze et écarte d'abord deux locales, l'invitée Kimberly Birrell (7-6, 6-1) et Ajla Tomljanović (6-0, 3-6, 6-4). Elle retrouve au troisième tour sa bourreau de Brisbane, Victoria Azarenka qui la bat de nouveau et pour la quatrième fois en autant de confrontations (1-6, 5-7). Elle rebondit d'une belle manière en Autriche, à Linz où elle assume son statut de tête de série numéro une et s'offre son premier tournoi indoor. Elle sauve pour cela une balle de match contre la qualifiée Danoise Clara Tauson (3-6, 6-4, 7-6) dès le premier tour puis écarte facilement la qualifiée Jodie Burrage (6-1, 6-2) et la Russe Anastasia Pavlyuchenkova (6-2, 6-3) en demi-finale. Elle remporte la finale contre une autre Russe, Ekaterina Alexandrova, qu'elle bat pour la deuxième fois en un mois sur le même score que son match précédent. Il s'agit de son huitième titre en carrière.
Elle s'offre une cinquième victoire consécutive contre l'Ukrainienne Anhelina Kalinina (6-0, 6-3) au second tour de Doha mais retrouve pour la troisième fois de la saison Victoria Azarenka en huitièmes de finale et perd encore contre la Biélorusse sur le même score (0-6, 3-6). Elle atteint le même stade à Dubaï quelques jours plus tard, après s'être défaite de la Chinoise Wang Xiyu (5-7, 6-2, 6-3) et de la Suisse invitée Lulu Sun (6-4, 6-3). Elle est sortie par la Russe Anna Kalinskaya, quart de finaliste à l'Open d'Australie (4-6, 5-7) et qui jouera sa première finale en WTA 1000 quelques jours plus tard.
Elle commence la première tournée américaine de l'année à Indian Wells par une défaite d'entrée contre l'ancienne numéro une Angelique Kerber qui effectue sa dernière saison sur le circuit après sa grossesse (7-5, 3-6, 3-6), puis subit une deuxième défaite contre Anna Kalinskaya à Miami, ne marquant que quatre jeux (3-6, 1-6) au troisième tour après avoir sorti l'Allemande Laura Siegemund (7-6, 6-4). Elle commence la tournée sur terre battue par une défaite à Stuttgart contre la jeune Tchèque Linda Nosková (3-6, 1-6), quart de finaliste à l'Open d'Australie en début de saison, mais obtient fin avril son meilleur résultat à Madrid en carrière jusqu'alors, écartant de sa route les qualifiées Jéssica Bouzas Maneiro (6-3, 6-1) et María Carlé (6-3, 6-3) avant de s'incliner sèchement contre la Tunisienne Ons Jabeur, neuvième mondiale et ancienne lauréate en capitale espagnole (0-6, 4-6). Demi-finaliste l'année passée à Rome, elle confirme ses bonnes dispositions en capitale italienne, s'offrant la Russe Anastasia Potapova (6-4, 6-2) puis l'Espagnole Sara Sorribes Tormo (6-4, 5-7, 6-1) dans un tableau ouvert et une des surprises du tournoi, la qualifiée Slovaque Rebecca Šramková qui joue son premier huitième de finale en carrière en WTA 1000 au terme d'un match indécis (4-6, 6-4, 7-6). Confrontée à la numéro deux mondiale Aryna Sabalenka en quarts de finale, récente finaliste à Madrid et vainqueur de son deuxième Open d'Australie en début de saison, elle cède logiquement (2-6, 4-6). La suite de sa saison s'avère plus compliqué.
Pour la troisième année consécutive, elle remporte un match à Roland Garros contre la Roumaine Jaqueline Cristian (6-4, 7-5) qui dispute pour la première fois le tableau final du Majeur parisien puis s'incline dans un duel serré contre Clara Tauson (6-7, 6-4, 3-6), revancharde. Elle essuie une deuxième défaite de suite contre l'Italienne Elisabetta Cocciaretto (3-6, 3-6) alors qu'elle est tête de série numéro une à Birmingham. Elle fait un deuxième tour à Eastbourne, sortant la Belge Greet Minnen (7-6, 6-1) mais battue par la locale Katie Boulter, victorieuse du tournoi de Nottingham sur gazon quelques semaines plus tôt (4-6, 5-7). Elle surprend lors du tournoi de Wimbledon, ne restant que peu de temps sur les courts et écrasant l'invitée et ancienne quart de finaliste Ajla Tomljanović (6-1, 6-2), la qualifiée Ukrainienne Daria Snigur qui dispute son premier tableau final au Temple (6-3, 6-0), l'Américaine Bernarda Pera (6-1, 6-3) qui vient de gagner ses premiers matchs en six participations au tournoi et la Kazakh Yulia Putintseva (6-2, 6-3), vainqueur de la numéro une Iga Świątek et récemment titrée à Roland Garros au tour précédent. Elle s'arrête en quarts de finale contre la future gagnante, la Tchèque Barbora Krejčíková (4-6, 6-7). Ce sera son dernier bon résultat de la saison. Elle prend part aux Jeux Olympiques de Paris 2024, ses troisièmes en carrière mais comme lors des deux premiers ne remporte aucun match, sortie d'entrée cette fois-ci par la terrienne Camila Osorio (4-6, 3-6). 
Comme les années précédentes, elle part disputer l'Open du Canada mais confirme ses difficultés en sortant très sèchement contre l'Américaine Taylor Townsend (2-6, 1-6) qui dispute pour la première fois le tournoi et y obtient son meilleur résultat en WTA 1000 en carrière. Elle avait pourtant retourné la situation lors de son entrée en lice contre Paula Badosa, ancienne numéro deux mondiale et vainqueur très récemment du tournoi de Washington (3-6, 7-6, 6-2). Elle rencontre également la défaite à Cincinnati dès le deuxième tour contre Elina Avanesyan (6-2, 2-6, 2-6) qui foule les courts du WTA 1000 pour la première fois et à l'US Open, ayant hérité de la double vainqueur Naomi Osaka (3-6, 2-6) ce qui constitue sa première défaite dans un premier tour de Grand Chelem depuis deux ans. Elle se fait également surprendre dans un match serré au premier tour de Guadalajara, alors qu'elle est tête de série numéro une contre la jeune 155e mondiale Marina Stakusic (3-6, 7-5, 6-7), ne marquant aucun point lors du jeu décisif de la dernière manche après avoir obtenu quatre balles de match, jouant par la même occasion son dernier match de l'année, et enchaînant une quatrième défaite consécutive.

### 2025. 9etitre à Stuttgart et finale à Doha
Devant défendre deux titres dès le début de saison, elle commence par deux défaites d'entrée à Brisbane face à la Tchèque Marie Bouzková (6-7, 4-6), puis puis au premier tour de l'Open d'Australie contre la Suissesse Belinda Bencic, ayant mis en pause sa carrière la saison passée pour une grossesse, ancienne numéro quatre mondiale (3-6, 6-7) contre qui elle avait déjà perdu cinq ans auparavant. Elle rebondit d'une belle manière à Doha en février en ne laissant que des miettes à la jeune qualifiée Aoi Ito qui joue son premier WTA 1000 en carrière (6-2, 6-1) et connaît plus de difficulté contre la Russe Liudmila Samsonova (7-6, 7-5). Elle enchaîne les victoires de prestige, d'abord contre l'Italienne Jasmine Paolini, finaliste à Roland Garros et Wimbledon la saison passée (6-2, 6-2) et tête de série numéro quatre, sa première victoire contre une Top 10 depuis un an et demi, ainsi que face à l'ancienne numéro deux Ons Jabeur (6-2, 6-2) et surtout contre la dauphine au classement mondiale, Iga Świątek, triple tenante du titre à qui elle ne laisse que quatre petits jeux en demi-finale (6-3, 6-1). Il s'agit de sa cinquième victoire contre elle, confirmant son statut de bête noire de la Polonaise. Disputant une première finale en WTA 1000 depuis sept ans, elle y affronte une autre surprise, l'Américaine Amanda Anisimova. Après plusieurs interruptions dues à la pluie, elle est contrainte à la défaite (4-6, 3-6), la privant ainsi d'une première victoire dans un tournoi de cette catégorie.
Elle joue en avril le WTA 500 de Stuttgart et profite d'abord de l'abandon de la qualifiée Dayana Yastremska (6-3, 3-0 ab.) avant de lutter contre la onzième joueuse mondiale Emma Navarro (7-5, 3-6, 6-2). Retrouvant sa proie favorite en quarts de finale, la Polonaise Iga Świątek, triple tenante du titre à Roland Garros, elle bat pour la sixième fois la numéro deux mondiale (6-3, 3-6, 6-2) avant de remporter sa demi-finale contre une autre surprise, la Russe Ekaterina Alexandrova (6-4, 6-4). Elle joue pour le titre la numéro une mondiale Aryna Sabalenka, vainqueur à Miami et finaliste en début de saison à l'Open d'Australie. La Biélorusse, qui a déjà perdu trois finales ici, en perd une quatrième contre la Lettone (6-4, 6-1) qui soulève son neuvième titre en carrière, le premier sur terre depuis son sacre à Roland Garros huit saisons auparavant.

## Caractéristiques de son jeu
Jeļena Ostapenko est une attaquante de fond de court. Elle est l'une des joueuses les plus puissantes du circuit. Son jeu repose principalement sur une prise de risque maximale, ce qui explique ses résultats en dents de scie. Forte en coup droit comme en revers, elle prend la balle très tôt et joue énormément en croisé/décroisé. Toutefois, son service, notamment sa seconde balle, reste assez faible et est le gros problème de son jeu. Elle varie peu son jeu, joue sur la même filière tout le long du match et sa puissance peut aussi être un défaut, car elle ne la maîtrise pas complètement.
Dotée d'un fort caractère, elle n'hésite pas à faire savoir son mécontentement, ce qui peut souvent la rendre plus fébrile et la faire sortir de son match. Mais elle possède également un mental de guerrière qui l'a souvent aidée à revenir dans des matchs mal engagés et à renverser des situations délicates.

## Palmarès

### Titres en simple dames
| No | Date       | Nom et lieu du tournoi                      | Catégorie | Dotation     | Surface      | Finaliste             | Score          |          |
| -- | ---------- | ------------------------------------------- | --------- | ------------ | ------------ | --------------------- | -------------- | -------- |
| 1  | 28-05-2017 | Roland-Garros, Paris                        | G. Chelem | 16 790 000 € | Terre (ext.) | Simona Halep          | 4-6, 6-4, 6-3  | Parcours |
| 2  | 18-09-2017 | Korea Open, Séoul                           | Intern'l  | 250 000 $    | Dur (ext.)   | Beatriz Haddad Maia   | 65-7, 6-1, 6-4 | Parcours |
| 3  | 14-10-2019 | BGL BNP Paribas Luxembourg Open, Luxembourg | Intern'l  | 250 000 $    | Dur (int.)   | Julia Görges          | 6-4, 6-1       | Parcours |
| 4  | 21-06-2021 | International Eastbourne, Eastbourne        | WTA 500   | 565 530 $    | Gazon (ext.) | Anett Kontaveit       | 6-3, 6-3       | Parcours |
| 5  | 14-02-2022 | Tennis Championships, Dubaï                 | WTA 500   | 703 580 $    | Dur (ext.)   | Veronika Kudermetova  | 6-0, 6-4       | Parcours |
| 6  | 19-06-2023 | Viking Classic, Birmingham                  | WTA 250   | 259 303 $    | Gazon (ext.) | Barbora Krejčíková    | 7-68, 6-4      | Parcours |
| 7  | 08-01-2024 | Adélaïde International, Adélaïde            | WTA 500   | 922 573 $    | Dur (ext.)   | Daria Kasatkina       | 6-3, 6-2       | Parcours |
| 8  | 29-01-2024 | Upper Austria Ladies Linz, Linz             | WTA 500   | 922 573 $    | Dur (int.)   | Ekaterina Alexandrova | 6-2, 6-3       | Parcours |
| 9  | 14-04-2025 | Porsche Tennis Grand Prix, Stuttgart        | WTA 500   | 1 064 510 $  | Terre (int.) | Aryna Sabalenka       | 6-4, 6-1       | Parcours |

### Finales en simple dames
| No | Date       | Nom et lieu du tournoi                        | Catégorie | Dotation    | Surface         | Vainqueure            | Score         |          |
| -- | ---------- | --------------------------------------------- | --------- | ----------- | --------------- | --------------------- | ------------- | -------- |
| 1  | 14-09-2015 | Coupe Banque Nationale, Québec                | Intern'l  | 250 000 $   | Moquette (int.) | Annika Beck           | 6-2, 6-2      | Parcours |
| 2  | 21-02-2016 | Qatar Total Open 2016, Doha                   | Premier 5 | 2 818 000 $ | Dur (ext.)      | Carla Suárez Navarro  | 1-6, 6-4, 6-4 | Parcours |
| 3  | 03-04-2017 | Volvo Car Open, Charleston                    | Premier   | 776 000 $   | Terre (ext.)    | Daria Kasatkina       | 6-3, 6-1      | Parcours |
| 4  | 20-03-2018 | Miami Open, Miami                             | PREMIER*  | 7 773 210 $ | Dur (ext.)      | Sloane Stephens       | 7-65, 6-1     | Parcours |
| 5  | 07-10-2019 | Upper Austria Ladies, Linz                    | Intern'l  | 250 000 $   | Dur (int.)      | Coco Gauff            | 6-3, 1-6, 6-2 | Parcours |
| 6  | 13-09-2021 | Luxembourg Open, Luxembourg                   | WTA 250   | 235 238 $   | Dur (int.)      | Clara Tauson          | 6-3, 4-6, 6-4 | Parcours |
| 7  | 19-06-2022 | Rothesay International Eastbourne, Eastbourne | WTA 500   | 757 900 $   | Gazon (ext.)    | Petra Kvitová         | 6-3, 6-2      | Parcours |
| 8  | 19-09-2022 | Hana Bank Korea Open, Séoul                   | WTA 250   | 251 750 $   | Dur (ext.)      | Ekaterina Alexandrova | 7-64, 6-0     | Parcours |
| 9  | 09-02-2025 | Qatar TotalEnergies Open, Doha                | WTA 1000  | 3 654 963 $ | Dur (ext.)      | Amanda Anisimova      | 6-4, 6-3      | Parcours |

### Titres en double dames
| No | Date       | Nom et lieu du tournoi                         | Catégorie | Dotation    | Surface      | Partenaire         | Finalistes                                 | Score             |          |
| -- | ---------- | ---------------------------------------------- | --------- | ----------- | ------------ | ------------------ | ------------------------------------------ | ----------------- | -------- |
| 1  | 30-01-2017 | St. Petersburg Ladies Trophy Saint-Pétersbourg | Premier   | 776 000 $   | Dur (int.)   | Alicja Rosolska    | Darija Jurak Xenia Knoll                   | 3-6, 6-2, [10-5]  | Parcours |
| 2  | 24-04-2017 | Porsche Tennis Grand Prix Stuttgart            | Premier   | 776 000 $   | Terre (int.) | Raquel Atawo       | Abigail Spears Katarina Srebotnik          | 6-4, 6-4          | Parcours |
| 3  | 12-02-2018 | Qatar Open 2018 Doha                           | Premier 5 | 3 198 000 $ | Dur (ext.)   | Gabriela Dabrowski | Andreja Klepač María José Martínez Sánchez | 6-3, 6-3          | Parcours |
| 4  | 18-10-2021 | Kremlin Cup 2021 Moscou                        | WTA 500   | 565 530 $   | Dur (ext.)   | Kateřina Siniaková | Nadiia Kichenok Raluca Olaru               | 6-2, 4-6, [10-8]  | Parcours |
| 5  | 13-06-2022 | Rothesay Classic Birmingham                    | WTA 250   | 251 750 $   | Gazon (ext.) | Lyudmyla Kichenok  | Elise Mertens Zhang Shuai                  | forfait           | Parcours |
| 6  | 15-08-2022 | Western & Southern Open Cincinnati             | WTA 1000  | 2 527 250 $ | Dur (ext.)   | Lyudmyla Kichenok  | Nicole Melichar-Martinez Ellen Perez       | 7-65, 6-3         | Parcours |
| 7  | 01-01-2024 | Brisbane International by Evie Brisbane        | WTA 500   | 1 736 763 $ | Dur (ext.)   | Lyudmyla Kichenok  | Greet Minnen Heather Watson                | 7-5, 6-2          | Parcours |
| 8  | 24-06-2024 | Rothesay International Eastbourne Eastbourne   | WTA 500   | 922 573 $   | Gazon (ext.) | Lyudmyla Kichenok  | Gabriela Dabrowski Erin Routliffe          | 5-7, 7-62, [10-8] | Parcours |
| 9  | 28-08-2024 | US Open Flushing Meadows                       | G. Chelem | NC          | Dur (ext.)   | Lyudmyla Kichenok  | Kristina Mladenovic Zhang Shuai            | 6-4, 6-3          | Parcours |
| 10 | 03-02-2025 | Mubadala Abu Dhabi Open Abou Dabi              | WTA 500   | 1 064 510 $ | Dur (ext.)   | Ellen Perez        | Kristina Mladenovic Zhang Shuai            | 6-2, 6-1          | Parcours |
| 11 | 31-03-2025 | Credit One Charleston Open Charleston          | WTA 500   | 1 064 510 $ | Terre (ext.) | Erin Routliffe     | Caroline Dolehide Desirae Krawczyk         | 6-4, 6-2          | Parcours |

### Finales en double dames
| No | Date       | Nom et lieu du tournoi                       | Catégorie | Dotation       | Surface      | Vainqueures                        | Partenaire         | Score             |          |
| -- | ---------- | -------------------------------------------- | --------- | -------------- | ------------ | ---------------------------------- | ------------------ | ----------------- | -------- |
| 1  | 22-07-2019 | Baltic Open Jurmala                          | Intern'l  | 226 750 € $    | Terre (ext.) | Sharon Fichman Nina Stojanović     | Galina Voskoboeva  | 2-6, 7-61, [10-6] | Tableau  |
| 2  | 28-09-2019 | China Open Pékin                             | PREMIER*  | 7 430 905 $    | Dur (ext.)   | Sofia Kenin Bethanie Mattek-Sands  | Dayana Yastremska  | 6-3, 65-7, [10-7] | Parcours |
| 3  | 23-02-2020 | Qatar Total Open 2020 Doha                   | Premier 5 | 2 939 695 $    | Dur (ext.)   | Hsieh Su-wei Barbora Strýcová      | Gabriela Dabrowski | 6-2, 5-7, [10-2]  | Parcours |
| 4  | 01-03-2021 | Qatar Open Doha                              | WTA 500   | 565 530 $      | Dur (ext.)   | Nicole Melichar Demi Schuurs       | Monica Niculescu   | 6-2, 2-6, [10-8]  | Parcours |
| 5  | 14-02-2022 | Tennis Championships Dubaï                   | WTA 500   | 703 580 $      | Dur (ext.)   | Veronika Kudermetova Elise Mertens | Lyudmyla Kichenok  | 6-1, 6-3          | Parcours |
| 6  | 19-06-2022 | Rothesay International Eastbourne Eastbourne | WTA 500   | 757 900 $      | Gazon (ext.) | Aleksandra Krunić Magda Linette    | Lyudmyla Kichenok  | forfait           | Parcours |
| 7  | 13-02-2023 | Qatar TotalEnergies Open Doha                | WTA 500   | 780 637 $      | Dur (ext.)   | Coco Gauff Jessica Pegula          | Lyudmyla Kichenok  | 6-4, 2-6, [10-7]  | Parcours |
| 8  | 15-01-2024 | Australian Open Melbourne                    | G. Chelem | 38 923 200 AU$ | Dur (ext.)   | Hsieh Su-wei Elise Mertens         | Lyudmyla Kichenok  | 6-1, 7-5          | Parcours |
| 9  | 12-01-2025 | Australian Open Melbourne                    | G. Chelem | 43 250 000 AU$ | Dur (ext.)   | Kateřina Siniaková Taylor Townsend | Hsieh Su-wei       | 6-2, 64-7, 6-3    | Parcours |
| 10 | 17-02-2025 | Dubaï Duty Free Tennis Championships Dubaï   | WTA 1000  | 3 654 963 $    | Dur (ext.)   | Kateřina Siniaková Taylor Townsend | Hsieh Su-wei       | 7-65, 6-4         | Parcours |
| 11 | 30-06-2025 | The Championships Wimbledon                  | G. Chelem | NC             | Gazon (ext.) | Veronika Kudermetova Elise Mertens | Hsieh Su-wei       | 3-6, 6-2, 6-4     | Parcours |

### Titre en double mixte
Aucun

### Finale en double mixte
| No | Date       | Nom et lieu du tournoi      | Catégorie | Dotation    | Surface      | Vainqueures             | Partenaire       | Score    |          |
| -- | ---------- | --------------------------- | --------- | ----------- | ------------ | ----------------------- | ---------------- | -------- | -------- |
| 1  | 05-07-2019 | The Championships Wimbledon | G. Chelem | 430 000 £ $ | Gazon (ext.) | Latisha Chan Ivan Dodig | Robert Lindstedt | 6-2, 6-3 | Parcours |

## Parcours en Grand Chelem

### Victoire (1)
| Année | Tournoi       | Adversaire en finale | Score         |
| 2017  | Roland-Garros | Simona Halep         | 4-6, 6-4, 6-3 |

### En simple dames
| Année | Open d'Australie | Open d'Australie   | Internationaux de France | Internationaux de France | Wimbledon       | Wimbledon           | US Open         | US Open         |
| ----- | ---------------- | ------------------ | ------------------------ | ------------------------ | --------------- | ------------------- | --------------- | --------------- |
| 2015  | —                | —                  | Q1                       | Vera Dushevina           | 2e tour (1/32)  | Kristina Mladenovic | 2e tour (1/32)  | Sara Errani     |
| 2016  | 1er tour (1/64)  | Hsieh Su-wei       | 1er tour (1/64)          | Naomi Osaka              | 1er tour (1/64) | Kiki Bertens        | 1er tour (1/64) | Petra Kvitová   |
| 2017  | 3e tour (1/16)   | Karolína Plíšková  | Victoire                 | Simona Halep             | 1/4 de finale   | Venus Williams      | 3e tour (1/16)  | Daria Kasatkina |
| 2018  | 3e tour (1/16)   | Anett Kontaveit    | 1er tour (1/64)          | Kateryna Kozlova         | 1/2 finale      | Angelique Kerber    | 3e tour (1/16)  | Maria Sharapova |
| 2019  | 1er tour (1/64)  | María Sákkari      | 1er tour (1/64)          | Victoria Azarenka        | 1er tour (1/64) | Hsieh Su-wei        | 3e tour (1/16)  | Kristie Ahn     |
| 2020  | 2e tour (1/32)   | Belinda Bencic     | 3e tour (1/16)           | Paula Badosa             | Annulé          | Annulé              | —               | —               |
| 2021  | 1er tour (1/64)  | Karolína Muchová   | 1er tour (1/64)          | Sofia Kenin              | 3e tour (1/16)  | Ajla Tomljanović    | —               | —               |
| 2022  | 3e tour (1/16)   | Barbora Krejčíková | 2e tour (1/32)           | Alizé Cornet             | 1/8 de finale   | Tatjana Maria       | 1er tour (1/64) | Zheng Qinwen    |
| 2023  | 1/4 de finale    | Elena Rybakina     | 2e tour (1/32)           | Peyton Stearns           | 2e tour (1/32)  | Sorana Cîrstea      | 1/4 de finale   | Coco Gauff      |
| 2024  | 3e tour (1/16)   | Victoria Azarenka  | 2e tour (1/32)           | Clara Tauson             | 1/4 de finale   | Barbora Krejčíková  | 1er tour (1/64) | Naomi Osaka     |
| 2025  | 1er tour (1/64)  | Belinda Bencic     | 3e tour (1/16)           | Elena Rybakina           | 1er tour (1/64) | Sonay Kartal        |                 |                 |

N.B. : à droite du résultat se trouve le nom de l'ultime adversaire.

### En double dames
| Année | Open d'Australie                                                                            | Open d'Australie                                                                       | Internationaux de France                                                            | Internationaux de France                                                              | Wimbledon                 | Wimbledon              | US Open | US Open |
| ----- | ------------------------------------------------------------------------------------------- | -------------------------------------------------------------------------------------- | ----------------------------------------------------------------------------------- | ------------------------------------------------------------------------------------- | ------------------------- | ---------------------- | ------- | ------- |
| 2016  | 1er tour (1/32) Y. Putintseva \|\| style="text-align:left;" \| Xu Y. Zheng S.               | 1er tour (1/32) Y. Putintseva \|\| style="text-align:left;" \| S. Williams V. Williams | 1/8 de finale C. McHale \|\| style="text-align:left;" \| M. Hingis S. Mirza         | 2e tour (1/16) A. Petkovic \|\| style="text-align:left;" \| T. Babos Y. Shvedova      |                           |                        |         |         |
| 2017  | 1er tour (1/32) K. Bondarenko \|\| style="text-align:left;" \| V. Golubic Kr. Plíšková      | 1er tour (1/32) R. Atawo \|\| style="text-align:left;" \| D. Kasatkina I. Khromacheva  | 1er tour (1/32) R. Atawo \|\| style="text-align:left;" \| J. Rae L. Robson          | 1er tour (1/32) E. Bouchard \|\| style="text-align:left;" \| E. Mertens D. Schuurs    |                           |                        |         |         |
| 2018  | 1er tour (1/32) A. Pavlyuchenkova \|\| style="text-align:left;" \| L. Arruabarrena A. Parra | 1er tour (1/32) E. Vesnina \|\| style="text-align:left;" \| S. Cîrstea S. Sorribes     | 1/8 de finale C. McHale \|\| Forfait                                                | 1er tour (1/32) N. Dzalamidze \|\| style="text-align:left;" \| I.C. Begu M. Niculescu |                           |                        |         |         |
| 2019  | 2e tour (1/16) S. Cîrstea \|\| style="text-align:left;" \| A. Klepač M.J. Martínez          | 1/4 de finale L. Kichenok \|\| style="text-align:left;" \| E. Mertens A. Sabalenka     | 1er tour (1/32) V. Kudermetova \|\| style="text-align:left;" \| A. Cornet P. Martić | 1/4 de finale L. Kichenok \|\| style="text-align:left;" \| C. Dolehide V. King        |                           |                        |         |         |
| 2020  | 1/4 de finale G. Dabrowski \|\| style="text-align:left;" \| B. Krejčíková K. Siniaková      | 1/8 de finale G. Dabrowski \|\| style="text-align:left;" \| A. Sasnovich M. Kostyuk    | Annulé                                                                              | Annulé                                                                                | —                         | —                      |         |         |
| 2021  | 1/8 de finale L. Kichenok \|\| style="text-align:left;" \| N. Melichar D. Schuurs           | 1/8 de finale M. Niculescu \|\| style="text-align:left;" \| Ka. Plíšková Kr. Plíšková  | 2e tour (1/16) M. Kostyuk \|\| Forfait                                              | —                                                                                     | —                         |                        |         |         |
| 2022  | 2e tour (1/16) L. Kichenok \|\| style="text-align:left;" \| P. Martić S. Rogers             | 1/2 finale L. Kichenok \|\| style="text-align:left;" \| C. Garcia K. Mladenovic        | 1/2 finale L. Kichenok \|\| style="text-align:left;" \| B. Krejčíková K. Siniaková  | 1/8 de finale L. Kichenok \|\| style="text-align:left;" \| C. Garcia K. Mladenovic    |                           |                        |         |         |
| 2023  | 1er tour (1/32) L. Kichenok \|\| style="text-align:left;" \| A. Pavlyuchenkova E. Rybakina  | 2e tour (1/16) L. Kichenok \|\| style="text-align:left;" \| A. Cornet D. Parry         | 1er tour (1/32) L. Kichenok \|\| style="text-align:left;" \| H. Dart H. Watson      | 2e tour (1/16) L. Kichenok \|\| style="text-align:left;" \| E. Avanesyan K. Rakhimova |                           |                        |         |         |
| 2024  | Finale L. Kichenok                                                                          | Hsieh S.-w. E. Mertens                                                                 | 2e tour (1/16) L. Kichenok \|\| style="text-align:left;" \| A. Anshba A. Dețiuc     | 1/4 de finale L. Kichenok \|\| style="text-align:left;" \| K. Siniaková T. Townsend   | Victoire L. Kichenok      | K. Mladenovic Z. Shuai |         |         |
| 2025  | Finale Hsieh S.-w.                                                                          | K. Siniaková T. Townsend                                                               | 2e tour (1/16) Hsieh S.-w. \|\| style="text-align:left;" \| K. Rakhimova A. Sisková | Finale Hsieh S.-w.                                                                    | V. Kudermetova E. Mertens |                        |         |         |

N.B. : le nom de la partenaire se trouve sous le résultat ; les noms des ultimes adversaires se trouvent à droite.

### En double mixte
| Année | Open d'Australie                                                                    | Open d'Australie                                                                        | Internationaux de France                                                        | Internationaux de France                                                      | Wimbledon                                                                      | Wimbledon                                                                               | US Open | US Open |
| ----- | ----------------------------------------------------------------------------------- | --------------------------------------------------------------------------------------- | ------------------------------------------------------------------------------- | ----------------------------------------------------------------------------- | ------------------------------------------------------------------------------ | --------------------------------------------------------------------------------------- | ------- | ------- |
| 2016  | —                                                                                   | —                                                                                       | —                                                                               | —                                                                             | 1/2 finale O. Marach \|\| style="text-align:left;" \| H. Watson H. Kontinen    | 1er tour (1/16) O. Marach \|\| style="text-align:left;" \| B. Krejčíková M. Draganja    |         |         |
| 2017  | —                                                                                   | —                                                                                       | 1er tour (1/16) B. Soares \|\| style="text-align:left;" \| A. Rosolska M. Venus | —                                                                             | —                                                                              | 2e tour (1/8) F. Martin \|\| style="text-align:left;" \| An. Rodionova O. Marach        |         |         |
| 2018  | —                                                                                   | —                                                                                       | 1er tour (1/16) M. Mirnyi \|\| style="text-align:left;" \| A. Klepač J.J. Rojer | —                                                                             | —                                                                              | —                                                                                       | —       |         |
| 2019  | —                                                                                   | —                                                                                       | —                                                                               | —                                                                             | Finale R. Lindstedt                                                            | Chan Y.-j. I. Dodig                                                                     | —       | —       |
| 2020  | 2e tour (1/8) L. Paes \|\| style="text-align:left;" \| B. Mattek-Sands J. Murray    | Annulé                                                                                  | Annulé                                                                          | Annulé                                                                        | Annulé                                                                         | Annulé                                                                                  | Annulé  |         |
| 2021  | 1er tour (1/16) M. Middelkoop \|\| style="text-align:left;" \| L. Stefani B. Soares | —                                                                                       | —                                                                               | —                                                                             | —                                                                              | —                                                                                       | —       |         |
| 2022  | —                                                                                   | —                                                                                       | —                                                                               | —                                                                             | 1/4 de finale R. Farah \|\| style="text-align:left;" \| D. Krawczyk N. Skupski | 1/4 de finale D. Vega Hernández \|\| style="text-align:left;" \| C. McNally W. Blumberg |         |         |
| 2023  | 1/4 de finale D. Vega Hernández \|\| Forfait                                        | 1er tour (1/16) D. Vega Hernández \|\| style="text-align:left;" \| Hsieh S.-w. N. Mahut | —                                                                               | —                                                                             | —                                                                              | —                                                                                       |         |         |
|       |                                                                                     |                                                                                         |                                                                                 |                                                                               |                                                                                |                                                                                         |         |         |
| 2025  | 1er tour (1/16) J. Salisbury \|\| style="text-align:left;" \| E. Routliffe M. Venus | —                                                                                       | —                                                                               | 1er tour (1/16) M. Ebden \|\| style="text-align:left;" \| T. Townsend E. King | —                                                                              | —                                                                                       |         |         |

N.B. : le nom du partenaire se trouve sous le résultat ; les noms des ultimes adversaires se trouvent à droite.

## Parcours en «Premier» et WTA 1000
Les tournois WTA « Premier Mandatory » et « Premier 5 » (entre 2009 et 2020) et WTA 1000 (à partir de 2021) constituent les catégories d'épreuves les plus prestigieuses, après les quatre levées du Grand Chelem. 

De 2009 à 2023, les tournois Premier Mandatory (dits tournois WTA 1000 obligatoires entre 2021 et 2023) regroupent Indian Wells, Miami, Madrid et Pékin, les autres constituant les tournois Premier 5 (tournois WTA 1000 non-obligatoires). À partir de 2024, le nombre de tournois WTA 1000 passe à 10 par saison (fin de l’alternance Doha / Dubaï), ces derniers devenant tous obligatoires et offrant tous 1000 points à la vainqueure (contre 900 points précédemment pour les tournois Premier 5).

### En simple dames
| Année |       |                              |                              |                               |                               |                                |                               |                              |                               |                               |  |                              |
| Doha  | Dubaï | Indian Wells                 | Miami                        | Madrid                        | Rome                          | Canada                         | Cincinnati                    | Pékin                        |                               | Wuhan                         |  |                              |
| Doha  | Dubaï | Indian Wells                 | Miami                        | Madrid                        | Rome                          | Canada                         | Cincinnati                    | Pékin                        | Guadalajara                   |                               |  |                              |
| Doha  | Dubaï | Indian Wells                 | Miami                        | Madrid                        | Rome                          | Canada                         | Cincinnati                    | Pékin                        |                               |                               |  |                              |
| 2016  |       | Finale C. Suárez             | WTA 500                      |                               |                               | 1er tour (1/32) E. Vesnina     | 3e tour (1/8) G. Muguruza     | 1er tour (1/32) M. Niculescu | 2e tour (1/16) Ka. Plíšková   | 1er tour (1/32) Y. Putintseva |  | 1er tour (1/32) P. Kvitová   |
| 2017  |       | WTA 500                      | 1er tour (1/32) Wang Q.      | 2e tour (1/32) D. Cibulková   | 1er tour (1/64) M. Brengle    |                                | 2e tour (1/16) G. Muguruza    | 1er tour (1/32) V. Lepchenko | 1er tour (1/32) A. Krunić     | 1/2 finale S. Halep           |  | 1/2 finale A. Barty          |
| 2018  |       | 2e tour (1/16) M. Buzărnescu | WTA 500                      | 3e tour (1/16) P. Martić      | Finale S. Stephens            | 1er tour (1/32) I.C. Begu      | 1/4 de finale M. Sharapova    | 1er tour (1/32) J. Konta     | 1er tour (1/32) A. Cornet     | 2e tour (1/16) Wang Q.        |  | 1er tour (1/32) D. Gavrilova |
| 2019  |       | WTA 500                      | 1er tour (1/32) J. Brady     | 3e tour (1/16) M. Vondroušová | 2e tour (1/32) M. Vondroušová | 2e tour (1/16) K. Bertens      | 1er tour (1/32) M. Buzărnescu | 3e tour (1/8) M. Bouzková    | 1er tour (1/32) Y. Putintseva | 2e tour (1/16) K. Siniaková   |  |                              |
| 2020  |       | 3e tour (1/8) P. Kvitová     | WTA 500                      | Annulé                        | Annulé                        | Annulé                         | 1er tour (1/32) M. Linette    | Annulé                       |                               | Annulé                        |  | Annulé                       |
| 2021  |       | WTA 500                      | 2e tour (1/16) B. Krejčíková | 1/2 finale V. Azarenka        | 3e tour (1/16) A. Barty       | 2e tour (1/16) J. Brady        | 1/4 de finale Ka. Plíšková    | 1er tour (1/32) K. Siniaková | 3e tour (1/8) A. Kerber       | Annulé                        |  | Annulé                       |
| 2022  |       | 1/2 finale A. Kontaveit      | WTA 500                      | 2e tour (1/32) S. Rogers      | 2e tour (1/32) S. Rogers      | 1er tour (1/32) E. Alexandrova | 1er tour (1/32) L. Davis      | 2e tour (1/16) A. Riske      | 2e tour (1/16) M. Keys        | Hors calendrier               |  | 3e tour (1/8) V. Kudermetova |
| 2023  |       | WTA 500                      | 3e tour (1/8) A. Sabalenka   | 3e tour (1/16) P. Kvitová     | 4e tour (1/8) M. Trevisan     | 3e tour (1/16) L. Samsonova    | 1/2 finale E. Rybakina        | 1er tour (1/32) J. Brady     | 2e tour {1/16} E. Rybakina    |                               |  |                              |
| 2024  |       | 3e tour (1/8) V. Azarenka    | 3e tour (1/8) A. Kalinskaya  | 2e tour (1/32) A. Kerber      | 3e tour (1/16) A. Kalinskaya  | 4e tour (1/8) O. Jabeur        | 1/4 de finale A. Sabalenka    | 3e tour (1/8) T. Townsend    | 2e tour (1/16) E. Avanesyan   |                               |  |                              |
| 2025  |       | Finale A. Anisimova          | 1er tour (1/32) M. Uchijima  | 2e tour (1/32) Wang Xn.       | 2e tour (1/32) A. Eala        | 2e tour (1/32) A. Sevastova    | 4e tour (1/8) J. Paolini      | 3e tour (1/16) N. Osaka      | 3e tour (1/16) L. Bronzetti   |                               |  |                              |

Sous le résultat, l’ultime adversaire.
1. 1 2   Les tournois de Doha et Dubaï alternent le statut de tournoi WTA 1000 (ex Premier 5) entre 2009 et 2023 : les trois premières éditions ont lieu à Dubaï, les trois suivantes à Doha, puis Dubaï accueille le tournoi de cette catégorie les années impaires et Dubaï les années paires. De 2011 à 2023, la ville qui n’accueille pas de WTA 1000 organise à la place un tournoi WTA 500 (ex Premier).
2. 1 2 3 4 5 6 7   L’ordre de déroulement des tournois a évolué depuis 2009 : Rome se dispute avant Madrid et Cincinnati avant Montréal/Toronto jusqu’en 2010, tandis que Tokyo (2009-2013)-Wuhan (2014-2019, 2024-)-Guadalajara (2022-2023) ont lieu avant Pékin jusqu’en 2023.
3. 1 2 3 4 5 6 7 8  Du fait de la pandémie de Covid-19, les tournois d’Indian Wells, de Miami, de Madrid, du Canada, de Wuhan et de Pékin sont annulés en 2020. Ces deux derniers le sont également en 2021. Pour des raisons d’organisation, le tournoi de Cincinnati 2020 a exceptionnellement lieu à Flushing Meadows à New York.
4. ↑  Le 1er décembre 2021, le président de la WTA, Steve Simon, annonce que tous les tournois prévus en Chine et à Hong Kong sont suspendus à partir de 2022, en raison de préoccupations concernant la sécurité et le bien-être de la joueuse de tennis chinoise Peng Shuai après ses allégations de relations sexuelles non-consenties avec Zhang Gaoli, membre de haut rang du Parti communiste chinois. Le tournoi de Pékin revient en 2023. Le tournoi de Guadalajara remplace celui de Wuhan pendant deux ans, ce dernier réapparaissant en 2024.

## Parcours aux Masters

### En simple dames
| # | Date       | Nom de l'édition                              | ($)       | Surface    | Résultat               | Ultime(s) adversaire(s) | Score          |          |
| - | ---------- | --------------------------------------------- | --------- | ---------- | ---------------------- | ----------------------- | -------------- | -------- |
| 1 | 22/10/2017 | BNP Paribas WTA Finals by SC Global Singapour | 7 000 000 | Dur (int.) | Round Robin (défaite)  | Garbiñe Muguruza        | 3-6, 4-6       | Parcours |
| 1 | 22/10/2017 | BNP Paribas WTA Finals by SC Global Singapour | 7 000 000 | Dur (int.) | Round Robin (défaite)  | Venus Williams          | 5-7, 7-63, 5-7 | Parcours |
| 1 | 22/10/2017 | BNP Paribas WTA Finals by SC Global Singapour | 7 000 000 | Dur (int.) | Round Robin (victoire) | Karolína Plíšková       | 6-3, 6-1       | Parcours |

### En double dames
| # | Date       | Nom de l'édition      | ($)       | Surface    | Résultat   | Partenaire        | Ultimes adversaires                   | Score     |          |
| - | ---------- | --------------------- | --------- | ---------- | ---------- | ----------------- | ------------------------------------- | --------- | -------- |
| 1 | 31/10/2022 | WTA Finals Fort Worth | 5 000 000 | Dur (int.) | 1/2 finale | Lyudmyla Kichenok | Barbora Krejčíková Kateřina Siniaková | 7-65, 6-2 | Parcours |

## Parcours aux Jeux olympiques

### En simple dames
| # | Date       | Nom de l'olympiade                  | Surface             | Résultat        | Ultime adversaire | Score          |          |
| - | ---------- | ----------------------------------- | ------------------- | --------------- | ----------------- | -------------- | -------- |
| 1 | 06/08/2016 | Olympic Tennis Event Rio de Janeiro | Dur (ext.)          | 1er tour (1/32) | Samantha Stosur   | 1-6, 6-3, 6-2  | Parcours |
| 2 | 24/07/2021 | Olympic Tennis Event Tokyo          | Dur (ext.)          | 1er tour (1/32) | Elena Vesnina     | 6-4, 62-7, 6-4 | Parcours |
| 3 | 27/07/2024 | Olympic Tennis Event Paris          | Terre battue (ext.) | 1er tour (1/32) | Camila Osorio     | 6-4, 6-3       | Parcours |

### En double dames
| # | Date       | Nom de l'olympiade         | Surface    | Résultat        | Partenaire           | Ultimes adversaires         | Score          |          |
| - | ---------- | -------------------------- | ---------- | --------------- | -------------------- | --------------------------- | -------------- | -------- |
| 1 | 24/07/2021 | Olympic Tennis Event Tokyo | Dur (ext.) | 1er tour (1/16) | Anastasija Sevastova | Ellen Perez Samantha Stosur | 4-6, 6-1, 10-5 | Parcours |

## Classements WTA en fin de saison
| Année          | 2012 | 2013 | 2014 | 2015 | 2016 | 2017 | 2018 | 2019 | 2020 | 2021 | 2022 | 2023 | 2024 |
| Rang en simple | 892  | 672  | 308  | 79   | 44   | 7    | 22   | 44   | 44   | 28   | 18   | 13   | 15   |
| Rang en double | 934  | 409  | 452  | 152  | 101  | 42   | 38   | 22   | 19   | 23   | 14   | 36   | 6    |

Source : (en) Classements de Jeļena Ostapenko sur le site officiel de la Fédération internationale de tennis

## Records et statistiques

### Confrontations avec ses principales adversaires
Confrontations lors des différents tournois WTA avec ses principales adversaires (5 confrontations minimum et avoir été membre du top 10). Classement par pourcentage de victoires. Situation au 1er juin 2025 :
Les joueuses retraitées sont en gris.
| Joueuse            | Meilleur classement | Confrontations | Victoires | Défaites | Pourcentage de victoires | Dernière confrontation                            |
| ------------------ | ------------------- | -------------- | --------- | -------- | ------------------------ | ------------------------------------------------- |
| Victoria Azarenka  | 1                   | 5              | 0         | 5        | 0                        | défaite (0-6, 3-6) à Doha 2024                    |
| Anett Kontaveit    | 2                   | 5              | 1         | 4        | 20                       | défaite (1-6, 4-6) à Doha 2022                    |
| Garbiñe Muguruza   | 1                   | 5              | 2         | 3        | 40                       | victoire (6-2, 6-2) à Doha 2022                   |
| Madison Keys       | 5                   | 6              | 2         | 4        | 33,3                     | défaite (6-3, 4-6, 3-6) à Adélaïde 2025           |
| Elena Rybakina     | 3                   | 6              | 2         | 4        | 33,3                     | défaite (2-6, 2-6) à Roland-Garros 2025           |
| Petra Kvitová      | 2                   | 10             | 4         | 6        | 40                       | défaite (6-0, 0-6, 4-6) à Indian Wells 2023       |
| Jessica Pegula     | 3                   | 5              | 2         | 3        | 40                       | victoire (6-4, 6-2) à Pékin 2023                  |
| Ons Jabeur         | 2                   | 7              | 3         | 4        | 42,9                     | victoire (6-2, 6-2) à Doha 2025                   |
| Karolína Plíšková  | 1                   | 11             | 6         | 5        | 55                       | victoire (6-2, 4-6, 6-3) à Brisbane 2024          |
| Kiki Bertens       | 4                   | 5              | 3         | 2        | 60                       | victoire (6-0, 6-2) à Doha 2021                   |
| Paula Badosa       | 2                   | 5              | 3         | 2        | 60                       | victoire (3-6, 7-63, 6-2) à l'Open du Canada 2024 |
| Johanna Konta      | 4                   | 5              | 3         | 2        | 60                       | victoire (6-3, 6-1) à Rome 2021                   |
| Andrea Petkovic    | 9                   | 5              | 3         | 2        | 60                       | victoire (6-1, 6-2) à Saint-Pétersbourg 2022      |
| Barbora Krejčíková | 2                   | 8              | 5         | 3        | 62,5                     | défaite (4-6, 64-7) à Wimbledon 2024              |
| Daria Kasatkina    | 8                   | 8              | 6         | 2        | 75                       | victoire (6-3, 6-2) à Adélaïde 2024               |
| Iga Świątek        | 1                   | 6              | 6         | 0        | 100                      | victoire (6-3, 3-6, 6-2) à Stuttgart 2025         |

### Victoires sur le top 10
Toutes ses victoires sur des joueuses classées dans le top 10 de la WTA lors de la rencontre.
| Légende      |
| ------------ |
| Grand Chelem |
| Masters      |
| WTA 1000     |
| WTA 500      |
| WTA 250      |
| Fed Cup      |

| #  | Rang   |  | Tournoi          | Année | Surface      |                  | Adversaire           | Rang   | Tour           | Score             | Tableau |
| -- | ------ |  | ---------------- | ----- | ------------ | ---------------- | -------------------- | ------ | -------------- | ----------------- | ------- |
| 1  | no 147 |  | Wimbledon        | 2015  | Gazon        |                  | Carla Suárez Navarro | no 9   | 1/64           | 6-2, 6-0          | Tableau |
| 2  | no 88  |  | Doha             | 2016  | Dur          |                  | Petra Kvitová        | no 8   | 1/8            | 5-7, 6-2, 6-1     | Tableau |
| 3  | no 47  |  | Roland Garros    | 2017  | Terre battue |                  | Simona Halep         | no 4   | Finale         | 4-6, 6-4, 6-3     | Tableau |
| 4  | no 13  |  | Wimbledon        | 2017  | Gazon        |                  | Elina Svitolina      | no 5   | 1/8            | 6-3, 7-66         | Tableau |
| 5  | no 10  |  | Wuhan            | 2017  | Dur          |                  | Garbiñe Muguruza     | no 1   | 1/4            | 1-6, 6-3, 6-2     | Tableau |
| 6  | no 7   |  | Masters          | 2017  | Dur (int.)   |                  | Karolína Plíšková    | no 3   | Poules         | 6-3, 6-1          | Tableau |
| 7  | no 5   |  | Miami            | 2018  | Dur          |                  | Petra Kvitová        | no 9   | 1/8            | 7-64, 6-3         | Tableau |
| 8  | no 5   |  | Miami            | 2018  | Dur          | Elina Svitolina  | no 4                 | 1/4    | 7-63, 7-65     |                   | Tableau |
| 9  | no 35  |  | Eastbourne       | 2019  | Gazon        |                  | Sloane Stephens      | no 9   | 1/16           | 1-6, 6-0, 6-3     | Tableau |
| 10 | no 74  |  | Pékin            | 2019  | Dur          |                  | Karolína Plíšková    | no 2   | 1/32           | 7-5, 3-6, 7-5     | Tableau |
| 11 | no 40  |  | Fed Cup          | 2020  | Dur (int.)   |                  | Sofia Kenin          | no 7   | Qualifications | 6-3, 2-6, 6-2     | Tableau |
| 12 | no 43  |  | Strasbourg       | 2020  | Terre battue |                  | Kiki Bertens         | no 8   | 1/8            | 2-6, 6-4, 4-2 ab. | Tableau |
| 13 | no 43  |  | Roland Garros    | 2020  | Terre battue |                  | Karolína Plíšková    | no 4   | 1/32           | 6-4, 6-2          | Tableau |
| 14 | no 29  |  | Indian Wells     | 2021  | Dur          |                  | Iga Świątek          | no 4   | 1/8            | 6-4, 6-3          | Tableau |
| 15 | no 21  |  | Dubaï            | 2022  | Dur          |                  | Iga Świątek          | no 9   | 1/8            | 4-6, 6-1, 7-64    | Tableau |
| 16 | no 13  |  | Doha             | 2022  | Dur          |                  | Barbora Krejčíková   | no 3   | 1/8            | 6-3, 6-2          | Tableau |
| 17 | no 13  |  | Doha             | 2022  | Dur          | Garbiñe Muguruza | no 9                 | 1/4    | 6-2, 6-2       |                   | Tableau |
| 18 | no 17  |  | Open d'Australie | 2023  | Dur          |                  | Coco Gauff           | no 7   | 1/8            | 7-5, 6-3          | Tableau |
| 19 | no 20  |  | Rome             | 2023  | Terre battue |                  | Daria Kasatkina      | no 9   | 1/8            | 6-4, 4-6, 6-0     | Tableau |
| 20 | no 21  |  | US Open          | 2023  | Dur          |                  | Iga Świątek          | no 1   | 1/8            | 1-6, 6-3, 6-1     | Tableau |
| 21 | no 17  |  | Pékin            | 2023  | Dur          |                  | Jessica Pegula       | no 4   | 1/8            | 6-4, 6-2          | Tableau |
| 22 | no 37  |  | Doha             | 2025  | Dur          |                  | Jasmine Paolini      | no 4   | 1/8            | 6-2, 6-2          | Tableau |
| 23 | no 37  |  | Doha             | 2025  | Dur          | Iga Świątek      | no 2                 | 1/2    | 6-3, 6-1       |                   | Tableau |
| 24 | no 24  |  | Stuttgart        | 2025  | Terre battue |                  | Iga Świątek          | no 2   | 1/4            | 6-3, 3-6, 6-2     | Tableau |
| 25 | no 24  |  | Stuttgart        | 2025  | Terre battue | Aryna Sabalenka  | no 1                 | Finale | 6-4, 6-1       |                   | Tableau |

## Équipements et sponsors
Ostapenko joue avec des raquettes Wilson Blade et porte des tenues Adidas sur les courts. Par le passé, elle était habillée par Nike.
Depuis 2017, elle est l'une des ambassadrices de la prestigieuse marque Rolex.

## Distinctions

### Récompenses
- 2014
  - Prix de l'étoile montante de l'année
- 2017
  - Joueuse ayant le plus progressé (WTA Awards).
  - Prix de la meilleure joueuse Lettone de l'année[118].

### Honneur
Jeļena Ostapenko a un timbre-poste à son effigie depuis le 10 novembre 2017 avec comme illustration la joueuse tenant la Coupe de Roland-Garros.